# 라이트 형제
윌버 라이트(Wilbur Wright, 1867년 4월 16일 ~ 1912년 5월 30일)와 동생 오빌 라이트(Orville Wright, 1871년 8월 19일 ~ 1948년 1월 30일)는 1903년 12월 17일 조종이 가능하고 공기보다 무거운 비행기를 제작해 이를 이용한 세계 최초의 동력 비행에 성공한 미국 형제이다. 그로부터 2년 후 형제는 첫 고정익 항공기를 제작하였다.

## 개요
비록 최초의 실험기는 아닐지라도, 라이트 형제는 고정익 항공기를 조종할 수 있게 만든 최초의 사람들이었다. 항공기 제작 처음부터 라이트 형제는 신뢰성 있는 조종술을 비행 문제 해결의 열쇠로 보았다. 이로 인해 발명한 것은 라이트 형제의 3축 조종인데, 이 비행 조종 시스템은 조종사로 하여금 항공기를 효과적으로 조종하고 균형을 잡을 수 있게 해 주었다. 이 방법은 현재까지도 모든 고정익 항공기의 기본적인 조종방식이다. 그들의 첫 미국 특허 제 821393호는 항공기의 발명에 대한 언급보다는 항공기 표면 조종을 이용한 공기역학적 조종의 발명에 대한 것에서 그 사실을 확인할 수 있다. 이러한 접근은 강력한 엔진을 개발하는데 주력한 동시대의 발명가들과 대비되는 관점이었다. 손수 제작한 풍동을 사용함으로써 라이트 형제는 그 어느 누구보다 정확한 데이터를 수집할 수 있었고, 이는 라이트 형제가 이전보다 더 효율적인 날개와 프로펠러 설계를 가능하게 했다.
라이트 형제는 수년 간 그들의 가게에 일하면서 자전거, 모터, 인쇄기 등의 기계를 통해 항공기 제작에 필수적인 기술들을 배웠다. 특히, 자전거 제작을 통해 라이트 형제는 자전거처럼 항공기 같은 불안정한 기계도 연습을 통해 조종이 가능하리라는 믿음을 얻게 되었다. 1900년부터 그들의 첫 동력 비행이 있었던 1903년까지 시행했던 글라이더 테스트를 통해 조종사로서 가져야 할 기술들을 습득하게 되었다. 또한 그들의 자전거 가게에서 고용되어 일하던 찰리 테일러(Charlie Taylor)는 형제의 첫 항공기 엔진을 제작하며 항공기 발명에 큰 영역을 차지하게 되었다. 이후 항공기 발명가 라이트 형제는 수 많은 사람들에 의해 비판과 첫 비행에 대한 반박을 받았는데, 대부분은 초기 항공 발명가들에 의한 이권 쟁탈전이었다.

## 어린 시절
라이트 형제는 영국-네덜란드 혼혈 밀턴 라이트(Milton Wright, 1828년~1917년)와 독일-스위스 혼혈 수잔 캐서린 코너(Susan Catherine Koerner, 1831년~1889년)사이에서 태어난 7자녀 중 2명이었다. 윌버는 1867년 인디애나주 Millville에서 태어났고, 오빌은 1871년 오하이오주 Dayton에서 태어났다. 다른 형제들의 이름은 로이히린(레칠린)(Loihirin)(Recilen), 로린(Lorin)}}, 캐서린(Katherine)}}, 그리고 쌍둥이 오티스와 아이다(Otis and Ida, 1873년 유아 때 사망)}}가 있다. 초등학교 시절 오빌은 한번 퇴학 당한 적이 있다.
그리스도 형제 연합교회(Church of the United Brethren in Christ)의 주교로 자주 전도여행을 했던 라이트 형제의 아버지는, 1878년 라이트 형제에게 ‘헬리콥터’ 장난감을 사다 주었다. 이 장난감은 프랑스 항공개척자 Alphonse Pénaud가 고안한 장치를 기초로 만든 것이었다. 종이와 대나무로 만들었고, 코르크와 고무줄로 회전날개를 돌렸으며, 길이는 1피트 정도였다. 윌버와 오빌은 이 장난감이 부러질 때까지 가지고 놀았고, 나중에는 두 형제가 직접 '헬리콥터' 장난감을 만들어서 가지고 놀았다. 후일, 윌버와 오빌은 장난감을 갖고 논 경험이 비행에 대한 호기심의 내적 발화점이 되었다고 말했다.

## 초기 경력과 연구
두 형제 모두 고등학교에 진학하였으나, 졸업장을 수여받지는 못했다. 1884년에 1870년대 가족이 살았던 인디애나주 리치먼드(Richmond)에서 데이턴(Dayton)으로 갑작스럽게 이사하는 바람에 윌버는 4년 동안 재학한 고등학교에서 졸업장을 받지 못했다. 오빌은 1889년 인쇄사업을 하기 위해 고등학교 첫해에 자퇴하였고, 윌버의 도움으로 스스로 인쇄기를 만들기도 했다. 윌버도 이 사업에 참여하여 그 해 3월에 형제는 주간신문인 West Side News를 발간했다. 1890년 4월에는 신문을 일간으로 바꾸고 이름도 The Evening Item으로 바꿔 발간했지만 4개월 밖에 발간되지 못했다. 이후 형제는 상업인쇄에만 집중했다. 형제의 고객 중 한명은 오빌의 고등학교 교우였던 폴 로렌스 던버(Paul Laurence Dunbar)였는데, 이 사람은 후에 국제적인 찬사를 받는 획기적인 아프리카계 미국인 시인이자 작가로 성장했다. 형제는 잠시 던버가 편집했던 주간신문 데이턴 태틀러(Dayton Tattler)를 인쇄했다.
1892년, 형제는 자전거 열풍(안전 자전거와 페니파딩(penny-farthing) 디자인의 장점에 의해 촉진되었다.)에 대한 투자로 자전거 수리 및 판매 가게(The Wright Cycle Exchange. 후일에는 Wright Cycle Company로 바뀌었다.)를 열었고 1896년에는 그들만의 브랜드로 자전거를 생산하기 시작했다. 형제는 이 가게의 매출을 항공에 대하여 늘어나는 호기심을 충족하는데 사용했다. 형제는 1890년대 초중반에 독일의 오토 릴리엔탈(Otto Lilienthal)의 환상적인 글라이더 사진을 신문과 잡지 기사를 통해 접했다. 1896년에는 항공학의 세가지 중대한 사건이 일어났다. 5월에, 스미소니언 연구소(Smithsonian Institution) 연구소장 새뮤얼 랭리(Samuel Langley)가 무인 증기항공기의 비행을 성공시켰다. 그 해 중반에는 시카고의 엔지니어이자 항공공학의 권위자인 옥바트 차누트(Octave Chanute)가 사람 몇 명을 데리고 미시건호의 모래사장에서 다양한 글라이더를 시험했다. 8월에, 오토 릴리엔탈(Otto Lilienthal)이 글라이더 추락으로 인해 사망했다. 이러한 사건들은 라이트 형제의 의식 속에 화살처럼 꽂혔다. 1899년 5월에 윌버 라이트는 스미소니언 연구소에 항공에 관한 출판물과 정보를 요청하는 편지를 썼다. 조지 캐일레이 경(Sir George Cayley), 차누트(Octave Chanute), 릴리엔탈(Otto Lilienthal), 레오나르도 다 빈치(Leonardo Da Vinci) 그리고 랭글리(Samuel Langley)의 연구에 이끌려 형제는 그 해 항공공학 실험을 시작했다. 라이트 형제는 비행기 연구를 진행하면서 항상 단일화된 이미지를 대중에 선보였고, 본인들의 발명에 대한 권리를 서로 공평하게 나눴다.

### 조종에 대한 아이디어

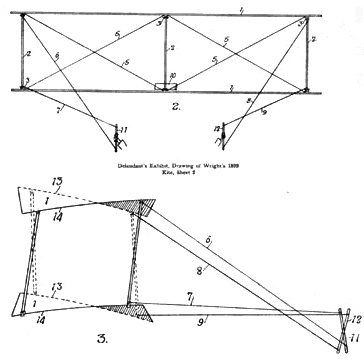
라이트 형제의 1899년 글라이더. 날개 비틀기를 보여준다

릴리엔탈의 운명에도 불구하고, 형제는 그가 사용했던 방식을 좋아했다. 그 방식은 동력비행을 하기 전에 조종을 배우기 위해 활공을 먼저 하는 것이었다. 1899년에 있었던 영국의 비행사 퍼시 필처(Percy Pilcher)의 또다른 행글라이딩 추락사고는 신뢰성 있는 조종이 성공적이고 안전한 비행의 열쇠라는 형제의 생각에 확신을 주었다. 형제가 실험에 착수할 때 형제는 조종이 비행 문제의 밝혀지지 않은 세 번째 영역이라고 간주했다. 형제는 다른 두가지 요소(날개와 엔진)은 이미 존재한다고 믿었다. 그러나 형제는 다른 연구자들처럼 강력한 엔진을 만들어 비행체에 부착하고 입증되지 않은 조종 시스템을 장착한 뒤 비행 경험 없이 항공기가 날 것이라고 생각하지 않았다. 연습을 통해 비행을 배우는 릴리엔탈의 방식에 동의하면서도 형제는 릴리엔탈의 조종방식(무게중심을 옮기는 것)이 매우 부적합하다고 생각했다. 형제는 새로운 조종방식을 찾겠다고 결심했다.
관찰을 기초로, 윌버는 새들이 좌우로 선회하기 위해 날개끝의 각도를 바꾼다고 결론지었다. 형제는 이 방식이 항공기에서도 좋은 방법일 것이라고 생각했고, 그들이 익숙했던 자전거의 방식과도 유사했다. 또 중요한 점은, 이 방법이 항공기가 바람에 의해 한쪽으로 기울었을 때 회복할 수 있는 방법이라고 생각했다. 형제는 사람이 만든 항공기에 어떻게 이 방법을 적용시킬까 고민했는데 윌버가 우연히 자전거 가게에서 긴 자전거 바퀴 박스를 비틀다가 ‘날개 비틀기’(기하학적 비틀림)를 찾아 내었다.

## 비행

### 비행을 향하여
1899년 7월에 윌버는 5피트 정도의 날개 스팬을 가진 대형 연을 만들어 날개 비틀기를 시험했다. 날개를 비틀었을 때 한쪽은 더 많은 양력을 받았고, 반대편은 양력을 덜 받았다. 불균형한 양력은 날개를 기울게 했고, 위로 들린 쪽에서 더 많은 양력을, 아래로 기운 쪽에서 양력을 덜 받아 기운 방향으로 회전했다. 비틀기는 연의 네 개 코드(Chord)에 의해 조종되었고, 코드들은 나무막대 두 개에 연결되어 연을 날리는 사람이 조종할 수 있게 했다.
1900년에 형제는 유인 글라이더 비행을 위해 노스 캐롤라이나 주의 키티 호크로 이동했다. 윌버의 첫번째 편지의 답장에서 옥타브 차누트(Octave Chanute)는 바람이 온순하고 부드러운 모래사장이 많은 중대서양 지역을 추천했다. 윌버는 미국기상청에 날씨 데이터를 요구, 분석하였고, 키티 호크의 정부 기상학자의 정보를 받고 그곳으로 가기로 결정했다. 그곳은 다소 외진 곳이었지만 차누트가 제안했던 데이턴과 가까운 곳이었다. 그곳은 1896년 차누트의 실험들이 기자들에게 걸려 실험들이 하나의 쇼처럼 된 것 같은 일이 벌어지지 않을 정도의 은밀성을 제공했다. 차누트는 1901년에서 1903년까지 매 시즌마다 캠프를 방문하여 형제의 글라이딩 실험들을 관찰하였다. 기체는 1890년대 항공개척자들의 글라이더를 기초로 했다. 형제는 1896년 시카고에서 성공적으로 비행한 차누트-해링(Chanute-Herring) 행글라이더를 기초 설계로 채택했고, 릴리엔탈이 출판한 항공역학 데이터를 사용했다. 라이트 형제는 날개에 캠버를 주어 설계했다.(캠버는 날개 중간에 위로 볼록하게 튀어나온 형태를 말한다.) 형제는 캠버의 원리를 알지 못했지만 장점을 잘 활용했다. (조지 캐일래이 경은 캠버가 있는 날개가 일반 평판 날개에 비해 더 많은 양력을 받는다는 것을 과학적으로 입증했다. 라이트 형제가 유심히 연구한 릴리엔탈의 비행에서도 캠버가 있는 날개가 평판 날개보다 더 좋다는 것을 입증했다.)
라이트 형제는 차누트의 복엽 글라이더를 모방한 업그레이드 버전에서 날개 사이를 와이어로 연결했다. 그리고 수평 엘리베이터를 날개 뒤쪽이 아닌 앞쪽에 장착하였는데, 이 방식이 릴리엔탈이 당했던 사고를 방지할 수 있을 거라 생각했기 때문이다. 윌버는 꼬리날개가 필요없을거라고 잘 못 생각했고, 이 때문에 형제의 첫 두 행글라이더는 꼬리날개가 없다고 한다.
라이트 형제의 전기를 쓴 작가들에 따르면, 1902년까지 윌버가 모든 글라이딩을 했는데, 이는 형으로서의 권리를 행사함과 동시에 아버지에게 오빌이 다쳤을 때 책임지는 것을 싫어했기 때문이라고 한다.
|        | 날개 스팬           | 날개 면적         | 코드 길이    | 캠버       | 가로세로비 | 길이                | 무게           |
| ------ | ------------------- | ----------------- | ------------ | ---------- | ---------- | ------------------- | -------------- |
| 1900년 | 17 ft 6 in (5.33 m) | 165 sq ft (15 m²) | 5 ft (2 m)   | 1/20       | 3.5:1      | 11 ft 6 in (3.51 m) | 52 lb (24 kg)  |
| 1901년 | 22 ft (7 m)         | 290 sq ft (27 m²) | 7 ft (2.1 m) | 1/12,*1/19 | 3:1        | 14 ft (4.3 m)       | 98 lb (44 kg)  |
| 1902년 | 32 ft 1 in (9.78 m) | 305 sq ft (28 m²) | 5 ft (1.5 m) | 1/20–1/24  | 6.5:1      | 17 ft (5.2 m)       | 112 lb (51 kg) |

#### 1900 글라이더

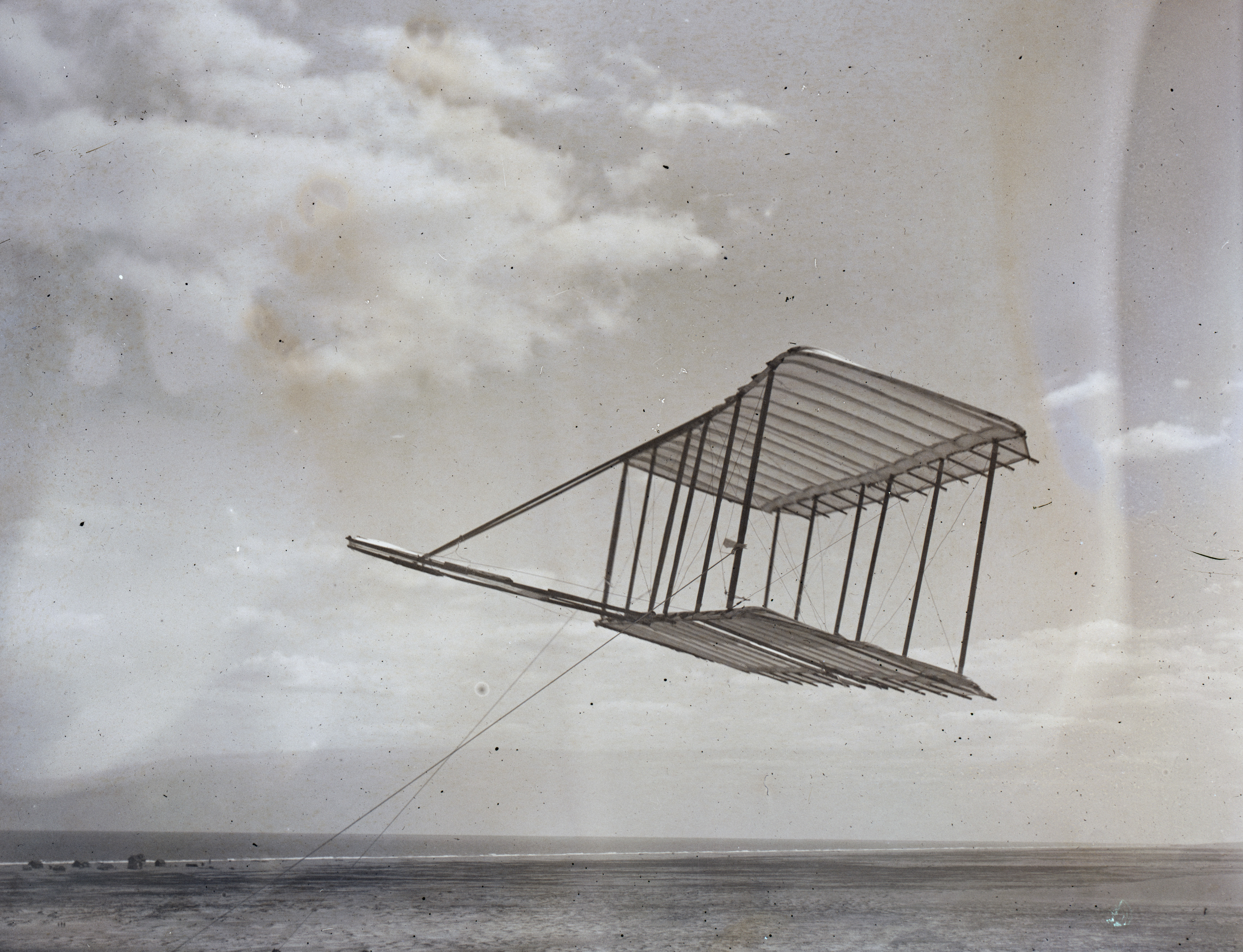
라이트 형제의 1900 글라이더

1900년 키티 호크에서 형제는 글라이더에 올라 많이 비행하지는 않았다. 10월 3일경 첫 번째 시험에서, 윌버는 글라이더에 오른 채 땅 바로 위에서 사람들이 줄을 잡고 있는 상태로 연처럼 비행했다. 대부분의 실험들은 비행사 없이 모래주머니나 체인, 혹은 주변 지역의 꼬마아이를 태우고 비행했다. 그들은 땅에 연결된 줄을 이용해 날개 비틀기를 시험했다.
또, 글라이더는 작은 타워를 이용해 날려진 뒤 무인으로 시험되기도 했다. 비행이 많은 날은 하루에 12번 비행하기도 했다. 이런 테스트들을 위해서 형제는 Kill Devils Hills를 향해 매번 6km 걸었다. Kill Devils Hills에는 30m 높이의 모래언덕들이 몇 개 있었다. (이후 3년 동안 형제는 이곳에 캠프를 차렸다.)
글라이더의 양력이 기대보다 작았으나(대부분의 시험비행들이 무인으로 이뤄졌던 이유이다) 날개 앞에 설치된 엘리베이터가 잘 작동했고 사고가 없어서 형제는 항공기 개발을 성공할 수 있다는 용기를 얻었다. 그러나 몇 차례 밖에 되지 않았던 유인 글라이딩으로 인해 날개 비틀기를 실질적으로 시험해보지 못했다.
조종사는 공기의 저항을 줄이기 위해 아래날개에 바짝 엎드려서 비행했다. 글라이딩이 끝날 때 즈음 조종사는 자신을 날개에 있는 구멍을 통해 수직으로 일어서서 발로 착륙해야 했으나, 몇 차례의 시험을 통해 이것이 불가능하다는 것을 알게 되었다. 결국에는 그 뒤 5년동안 엎드린 자세로 착륙해야 했다.

#### 1901 글라이더

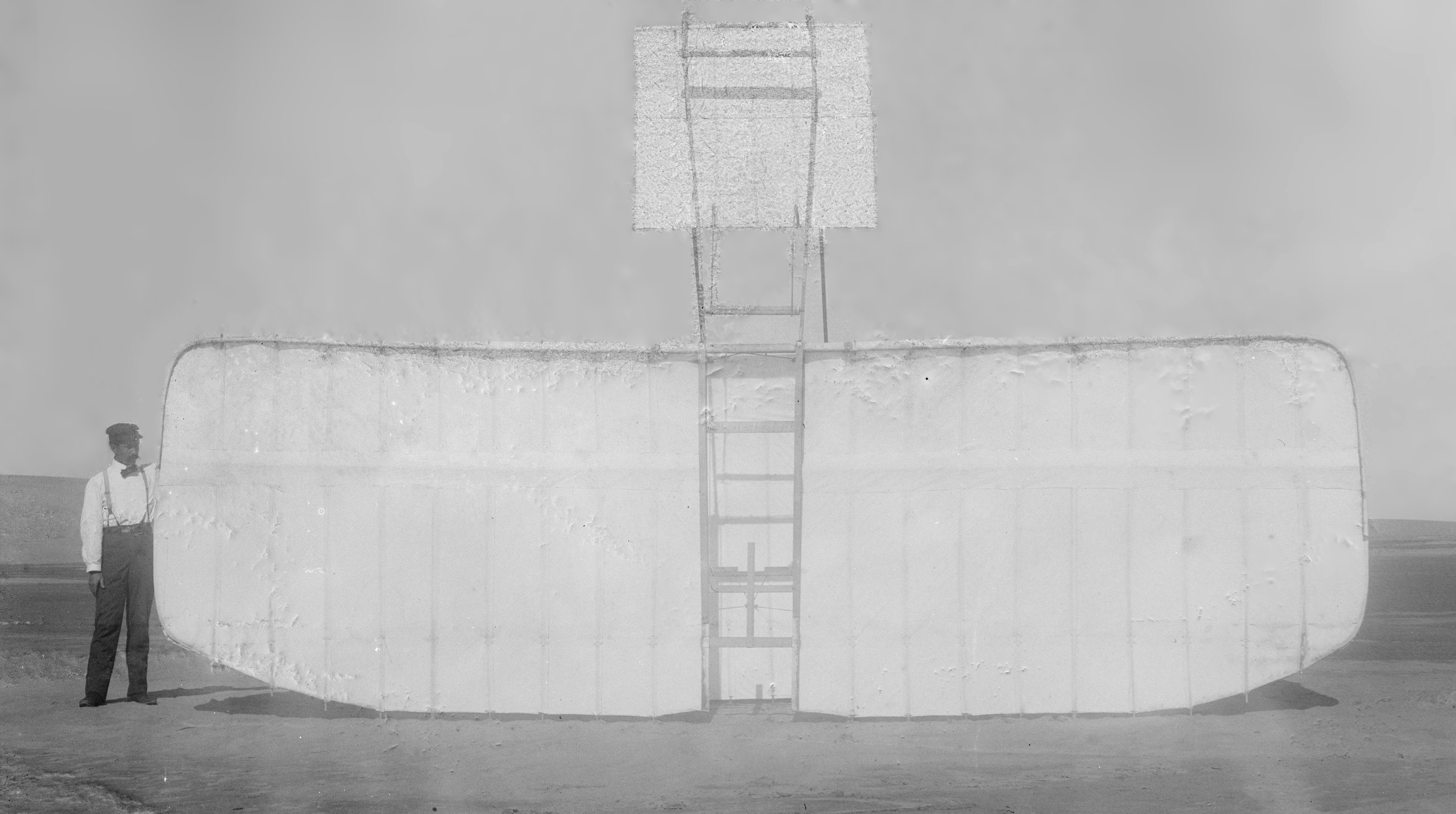
라이트 형제의 1901 글라이더. 앞머리가 바닥을 향한게 아니라 위를 향하고 있다.

양력을 증대시키기 위해 1901년, 형제는 더 넓은 날개면적으로 가진 글라이더를 만들고 7월~8월 동안 50~100회의 비행을 했다. (비행거리는 약 6~122m) 몇 차례의 비행 도중 실속 했지만 앞에 달린 엘리베이터의 낙하산 효과로 인해 수직낙하 대신 안전한 착륙이 가능했다. 이러한 요소들이 형제로 하여금 커나드(주날개 앞에 달려 있는 작은 앞날개) 설계를 고집하게 되었고 1910년까지 계속되었다. 그러나 이 글라이더는 두 가지 실패요소를 가지고 있었다. 글라이더는 계산된 양력의 삼분의 일 정도의 양력을 받았고, 가끔 날개 비틀기에 제대로 반응하지 않았다. 이러한 요소들 때문에 두 번째 시즌이 끝나고 집에 오면서 윌버는 실망감에 휩싸여 오빌에게 이렇게 말했다. “인간은 분명 날겠지만, 우리들이 살아있을 때는 아닐꺼야.”
라이트 형제 글라이더의 양력의 크기는 릴리엔탈의 데이터와 100년 동안 정설로 받아들여져 왔던 Smeaton 효과에 의심을 품게 만들었다. 1901년에 있었던 글라이더의 비행을 통해 윌버는 Smeaton 상수가 이전부터 믿어져 왔던 0.0054가 아닌 0.0033일 것이라고 확신했다.

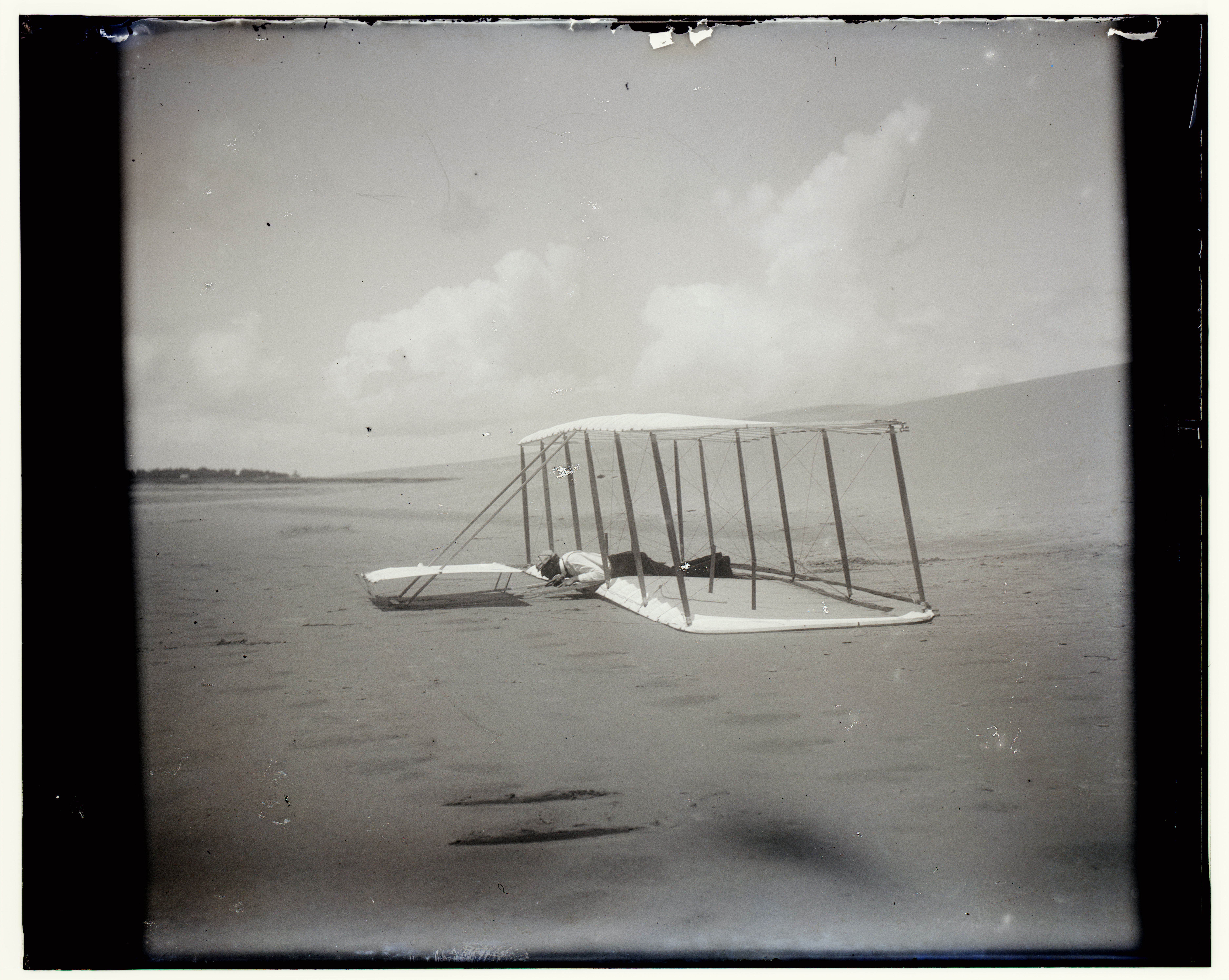
1901 글라이더가 착륙한 직후 윌버의 모습. 노스 캐롤라이나 주의 키티 호크에서 찍은 사진이다.

집으로 돌아와 핸들 위에 자유롭게 회전하는 바퀴를 단 자전거를 만들어 릴리엔탈의 에어포일(airfoil. 날개의 단면을 말한다)과 평판형 날개를 바퀴에 꽂은 후 실험했다. (자전거의 속도로 인해 두 날개에 양력이 생기면 양력이 크게 생기는 쪽으로 바퀴가 회전한다) 이전의 계산법에 의하면 두 날개의 영향으로 바퀴가 회전하지 않아야 하는데, 바퀴가 회전하였다. 라이트 형제는 이 실험을 통해 이전의 데이터들은 믿을 수 없다고 판단하여 그들 스스로 해내기로 생각했다. 또한 형제는 피드백을 통해 큰 글라이더의 날개를 부수고 다시 큰 날개를 만들어 시험하는 것은 시간과 비용이 과도하게 소요되는 일이라 생각하였다.

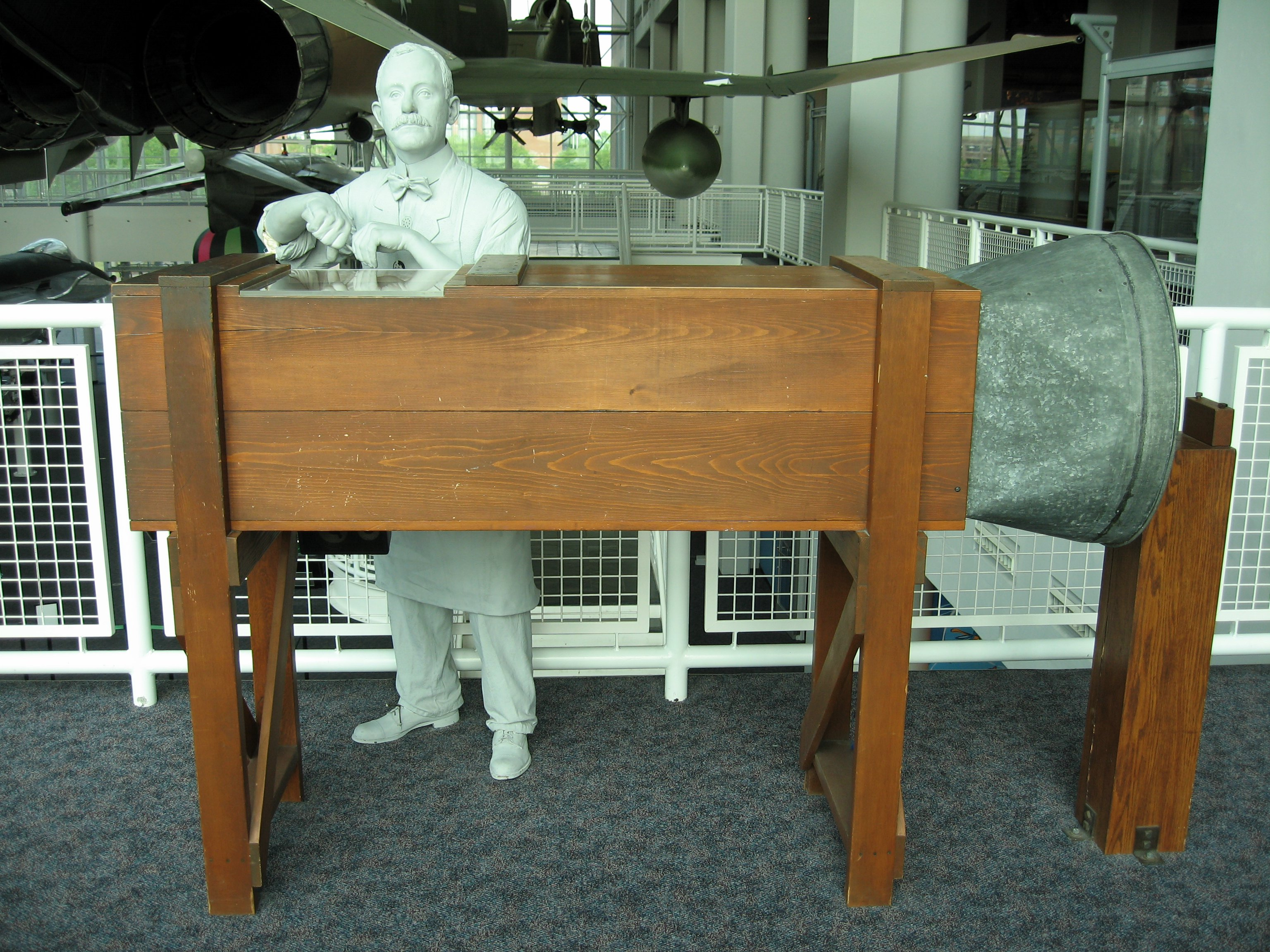
라이트 형제 풍동의 복제품.

그래서 형제는 1901년 10월에서 12월까지 6피트 길이의 풍동을 만들고 날개 모형의 체계적인 실험을 했다. 풍동은 자전거 부품과 철 조각들로 만들어져서 볼품없어 보였지만 항공기의 발명만큼 라이트 형제의 대단한 발명으로 평가 받고 있다. 풍동 장치를 통해 양력과 항력을 정확히 예측하고 각 날개의 양력을 정확하게 계산할 수 있었다. 라이트 형제는 200개의 서로 다른 날개로 기본적인 실험을 했고, 38개로 세부적인 실험을 하면서 큰 진전을 이뤘다. 전기문을 쓴 Howard는 이 실험을 이렇게 평했다. “가장 짧은 시간에, 가장 적은 비용으로, 그리고 가장 적은 재료로 실행한 유익하고 결정적인 실험들이었다.”가장 큰 발견은 길고 폭이 좁은 날개(항공 용어로 가로세로비가 큰 날개, 가로세로비 - 날개 끝에서 끝 길이를 코드 길이로 나눈 값)가 항공학적으로 가장 효율이 좋다는 사실이었다. 이러한 모양은 이전에 사용했던 날개들 보다 더 나은 양항비(양력을 항력으로 나눈 값)를 나타냈다.
(풍동 장치를 통한 실험 전에 1901년 9월 18일, 차누트의 초청으로 윌버는 시카고에 가서 Western Society Engineers 앞에서 연설을 했다. 윌버의 연설은 그해 가을까지 했었던 비행실험에 대한 세부적인 발표였고, 여러장의 사진들도 발표되었다. 형제들이 대중에 하는 첫 발표였다.)

#### 1902 글라이더

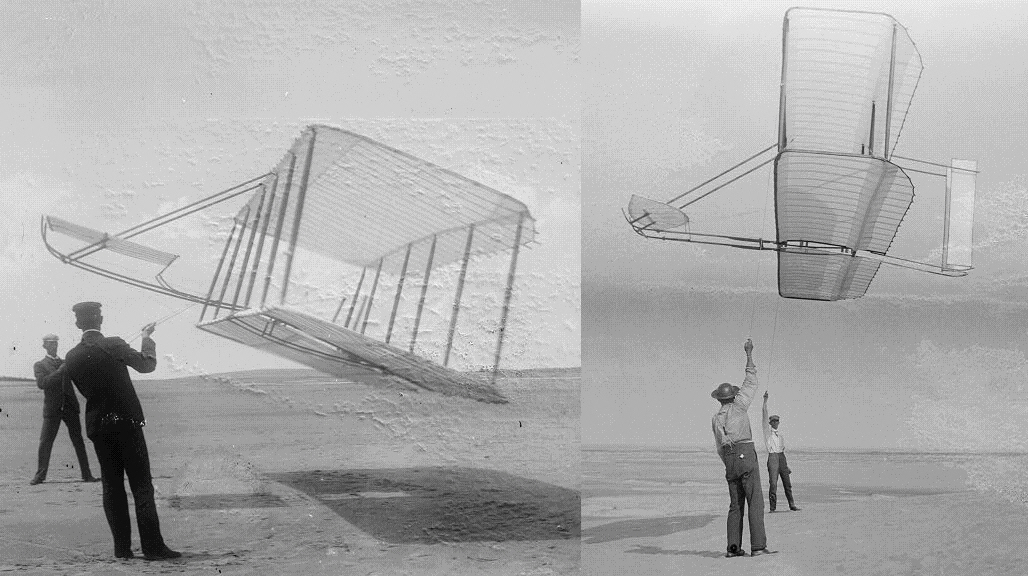
풍동 실험의 결과물: 이전에는 받음각이 크고 고도도 낮았지만 풍동 실험의 결과들을 반영한 1902 글라이더는 낮은 받음각에서 더 높은 고도를 활공하고 있다.

풍동 실험을 통해 얻은 상식들과 더 정확한 Smeaton 상수를 이용해 라이트 형제는 1902 글라이더를 설계했다. 풍동을 이용한 또 다른 결정적인 발견으로 형제는 날개의 에어포일을 더 납작하게, 즉 캠버수를 줄였다. 1901 글라이더의 날개는 효율이 굉장히 낮은 릴리엔탈의 날개를 그대로 가져온 것이었지만, 1902 글라이더는 풍동 실험을 통해 얻은 데이터들을 활용한 라이트 형제의 날개였다.
특별한 주의 아래 라이트 형제는 앞선 두 개의 글라이더들처럼 1902 글라이더를 무인으로 날렸다. 풍동 실험의 결과로 그라이더는 기대했던 만큼의 양력을 받았다. 또한 이 글라이더는 새로운 구조적 특징이 있었는데, 러더(rudder)가 달린 수직앞날개였다. 라이트 형제는 이 날개가 선회 문제들을 해결해 줄 수 있을 거라 믿었다.

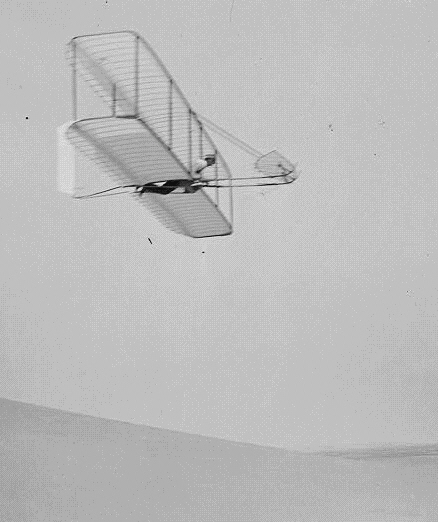
1902년 10월 10일 윌버가 조종하는 비행 모습이다.

1902년에 라이트 형제는 날개 비틀기가 날개 끝에서 서로 다른 양의 항력을 만들어낸다는 것을 알아냈다. 날개 한쪽에서 더 많은 양력을 받게 되면 더불어 항력 또한 증가했고, 이는 한 쪽의 속도를 줄여 한쪽으로 흔들리게 되었다.(항공용어로 Yaw라고 한다) 1901 글라이더가 이런 식으로 비행했다.
개선된 날개 설계는 더욱 더 긴 활공을 가능케 했고, 러더는 Yaw를 방지했으나 새로운 문제가 발생했다. 가끔 조종사가 선회에서 벗어나기 위해 날개를 비틀었을 때, 글라이더가 그에 맞게 반응하지 않고 오히려 더 가파른 선회를 하기 시작했다. 글라이더는 아래 날개 방향으로 흘러내렸고, 바닥에 닿은 아래날개 중심으로 회전했다. 라이트 형제는 이 현상을 “우물 파기”(Well digging) 이라 불렀다.
오빌은 고정된 러더가 선회를 벗어나는 상황에서 날개 비틀기의 올바른 조종을 방해하는 것을 똑똑하게 보았다. 그는 10월 2일 밤에 다이어리에 이렇게 적었다. “나는 새로운 수직 러더를 연구했다.”
형제는 러더를 움직일 수 있게 만들기로 결정했다. 형제는 러더에 관절을 부착하고 조종사가 엎드리는 곳에 연결해서 날개 비틀기와 러더가 동시에 반응하도록 만들었다. 라이트 형제는 활공시험 비행을 통해 러더의 끝부분이 항력을 더 받는 방향으로 움직여야 한다는 것을 깨달았다. 러더로 인해 선회 비행 후, 혹은 바람으로 인한 방해 후에 수평비행으로 회복할 수 있게 되었다.
요약하자면, 라이트 형제는 움직이는 수직 러더의 진짜 목적을 발견한 것이다. 러더의 역할은 비행 방향을 바꾸는 것이 아니라 선회나 바람으로 인한 흔들림 후에 항공기를 바로 정렬하는 것이다. 실질적인 선회는 날개 비틀기를 통한 롤(roll, 항공기가 비행방향을 축으로 회전하는 것) 기동으로 달성했다. 이러한 원리는 날개 비틀기 대신 에일러론이 등장한 후에도 여전히 유효했다.
새로운 방법을 통해 라이트 형제는 1902년 10월 8일, 선회에 대한 진정한 조종능력을 얻었다. 9월과 10월 동안 형제는 각각 700회, 1000회의 비행을 했고, 가장 긴 비행은 26초간 189.7m를 비행한 기록을 가지고 있다.
러더를 통해 항공기를 조종할 수 있는 능력을 얻은 이후 수백번의 비행실험을 통해 동력비행기를 만들 준비를 완료했다.
이로써 형제는 3축 조종을 터득했다: 날개 비틀기를 통한 롤(roll), 항공기 앞에 달린 엘리베이터를 통한 피치(pitch), 그리고 항공기 앞의 러더를 통한 요(yaw). 1903년 3월 23일에, 형제는 1902 글라이더를 기반으로 한 그 유명한 '항공기 조종'에 대한 특허권을 취득했다. 어떤 항공역사가들은 1902 글라이더의 3축조종방식이 동력비행을 한 플라이어 1호보다 같거나 혹은 더 큰 의미를 지닌다고 생각한다. 스미소니언의 피터 자캅(Peter Jakab)은 1902 글라이더의 완성이 실질적인 항공기의 발명이라고 단언한다.

### 1903 플라이어 1호 - 동력 추가하기

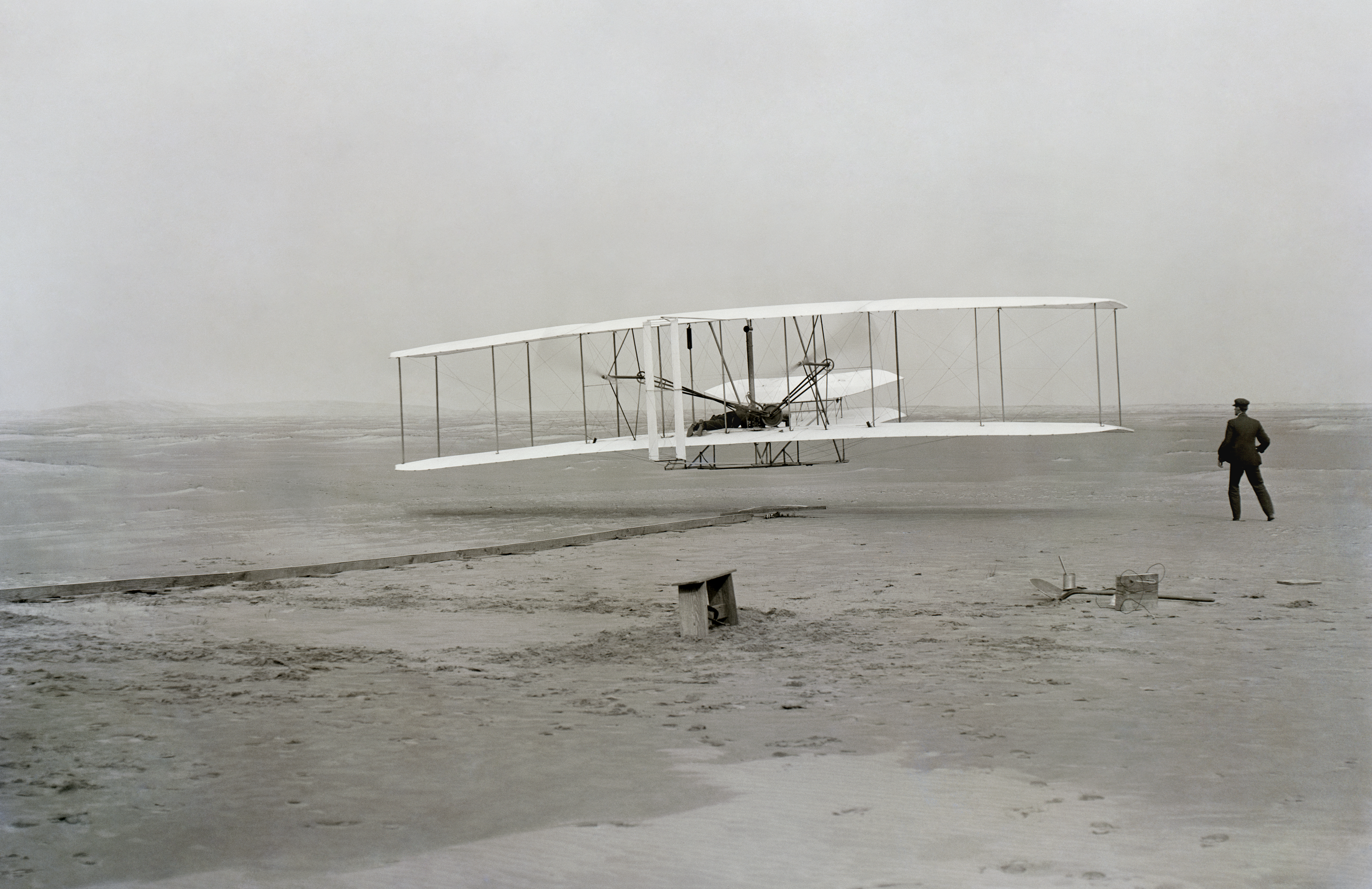
1903년 12월 17일, 오빌의 조종으로 역사적인 첫 동력 비행에 성공한다

1903년에 형제는 라이트 플라이어 1호(Wright Flyer 1)를 만들었다. 그들이 가장 선호했던 가볍고 강한 나무를 이용해 틀을 만들고 항공기 표면을 무슬린으로 덮었다. 이후 나무 프로펠러를 손수 설계 및 제작했고, 자전거 가게에서 가솔린 엔진을 만들었다. 그들은 프로펠러 디자인은 단순한 문제일거라 생각하고 선박 프로펠러의 자료를 이용했다. 그러나 그들의 연구는 잘못 되었다는 것을 이내 깨달았고, 어떠한 참조점도 없다는 것을 알게되었다. 그들은 이 문제에 대하여 의논하고 토론했고, 프로펠러는 수직으로 세워진 비행기의 날개가 회전하는 것이라고 결론지었다. 이를 기초로 형제는 프로펠러 설계를 위해 더 많은 풍동실험을 했다. 완성된 프로펠러 블레이드는 8피트 길이를 넘겼고 세 개의 spruce 판자로 만들었다. 라이트 형제는 두 개의 pusher 프로펠러(토크를 상쇄하기 위해 반대방향으로 회전한다)를 장착하기로 결정했다. pusher 프로펠러를 이용한 이유는 날개의 공기흐름을 방해하지 않기 위해서였고 두개의 프로펠러를 이용한 이유는 더 많은 추력을 내기 위해서였다. 윌버는 1903년 3월, 자신의 공책에 프로토타입 프로펠러가 66%의 효율을 보인다고 적었다. 1903 프로펠러들에 대한 현재 풍동 실험 결과 75%의 효율을 보였고, 최대 82%의 효율을 보이는 것으로 나타났다. 현대 나무 프로펠러들이 85% 정도의 효율을 보이는 것에 비교하면 놀라운 수치이다.

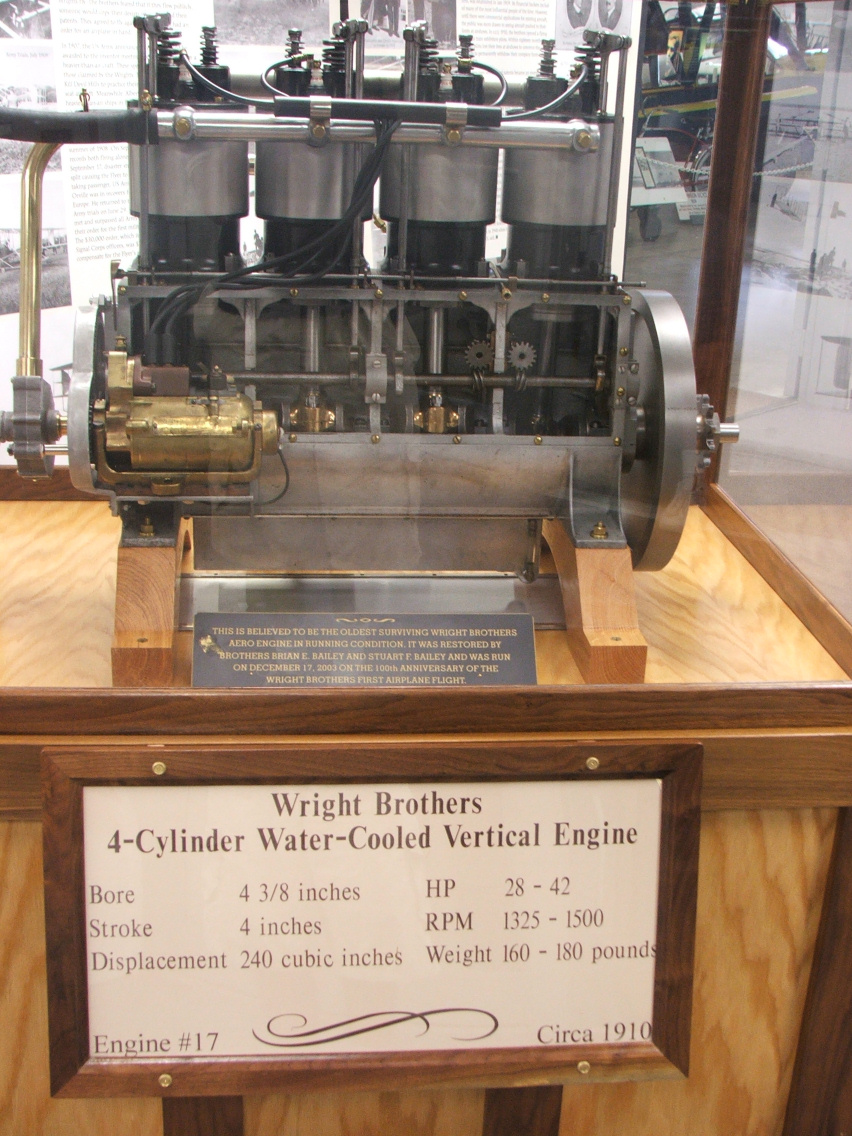
1910년 만들어진 라이트 형제의 17번 엔진

라이트 형제는 엔진을 위해 여러 명의 엔진제작자들에게 편지를 썼지만, 그 어느 누구도 효율적이고 가벼운 엔진의 요구를 충족시키는 사람이 없었다. 형제는 자신들의 가게에서 일하는 찰리 테일러(Charlie Taylor)에게 시선을 돌렸고, 형제의 지도 아래 6주 만에 엔진을 만들어 냈다. 엔진의 무게를 낮추기 위해 엔진칸막이는 알루미늄으로 제작되었다. 라이트/테일러의 엔진은 현대 연료 공급 시스템의 초창기 모델인데, 이는 기화기나 연료 펌프가 없는 형태이다. 휘발유는 중력의 힘으로 날개 기둥에 달린 연료탱크에서 고무관을 통해 크랭크로 이동했다.
프로펠러를 돌리는 체인은 자동차의 무거운 체인을 만드는 공급자로부터 자전거 체인을 공급받아 사용하였다. 플라이어 호는 1000달러 미만의 예산으로 만들어졌는데, 이 예산은 50000달러 넘게 사용한 새뮤얼 랭글리의 인력 Great Aerodrome과 대비된다. 플라이어호는 12.3m의 날개 길이를 가졌고, 무게는 174kg이었으며, 12마력의 엔진을 달고 있었다.

#### 첫 비행
Kill Devils Hills에 있는 캠프에서 엔진 테스트 도중 부러진 프로펠러 축 때문에 몇 주 일정이 연기되었다. 프로펠러 축이 대체되고 1903년 12월 14일, 동전던지기에서 윌버가 이겨 3초 가량의 비행을 했는데 이륙하자마자 실속하여 플라이어 호에 경미한 손상을 입혔다. 1903년 12월 17일, 수리를 거쳐 라이트 형제는 마침내 이륙에 성공하여 시속 43km의 강한 맞바람을 받으며 두 차례 비행했다. 오빌이 비행한 첫 비행에서 12초 동안 37m 비행했고, 속도는 약 시속 10.9km이었다. 이 첫 비행이 우리가 자주 보는 라이트 형제의 첫 비행 장면이다. 잇따른 두 차례의 비행에서 53m, 그리고 61m의 비행을 각각 윌버와 오빌이 수행했다. 고도는 약 3m였다. 다음은 오빌 라이트가 마지막 비행이 있던 날 쓴 글이다.

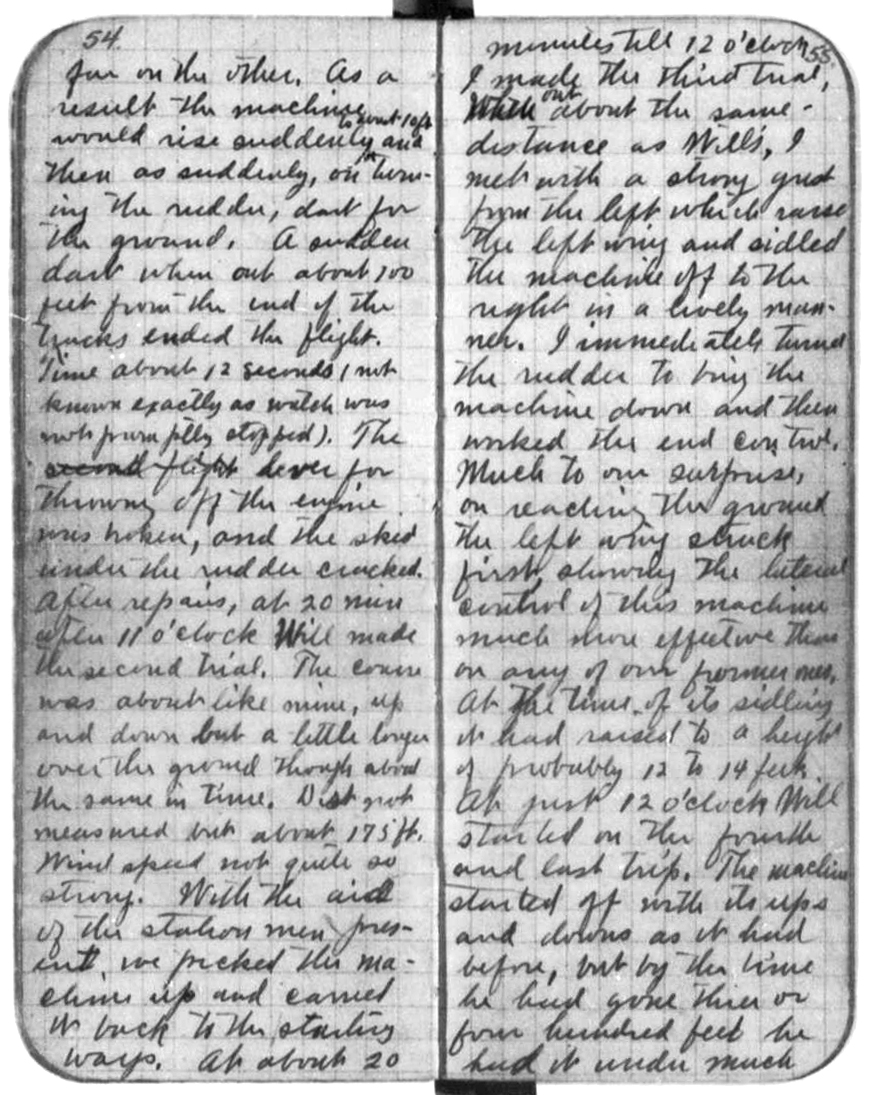
1903년 12월 17일 첫 비행날 윌버의 일기장

12시 정오 경에 윌버 형이 네 번째이자 마지막 비행을 시작했다. 첫 몇 백 피트는 예전처럼 위아래로 왔다 갔다 했지만 300피트 정도 비행했을 때 훨씬 안정적인 조종이 가능했다. 나머지 400~500 피트의 비행은 조금 불안정했다. 그러나 800피트 지점에서 항공기가 갑자기 치솟았고 그 다음에 아래로 비행하여 땅에 착륙했다. 59초 정도의 비행이었고, 비행거리는 852피트였다. 앞에 달린 러더를 지지하는 지지대는 심하게 부러졌으나 엔진 주요부는 거의 완전했다. 하루 혹은 이틀의 수리를 거쳐 다시 비행할 수 있을 거라 생각했다.첫 비행을 목격한 사람은 5명이었다. Adam Ethidge, John T. Daniels (윌버의 카메라로 첫 비행을 촬영한 사람), Will Dough, 이 세사람 모두 미국 해안 구조대원이었고, 근처 사업가였던 W.C. Brinkley와 근처에 살던 청소년 Johnny Morrew까지. 플라이어 호가 네 번째 비행을 마친 뒤 모든 사람들이 비행기를 붙잡으려고 했지만 강한 역풍에 의해 몇 차례 뒤집혔다. 심하게 손상되어 이후로는 비행을 하지 못했다. 형제는 이것을 배에 실어 집으로 옮겼고, 몇 년 뒤에 오빌이 복원하였다. 이후에 미국의 몇몇 장소와 영국 박물관에서 전시된 후, 1948년 워싱턴 D.C에 있는 스미소니언 박물관에 영구 전시되고 있다.
라이트 형제는 언론에 공개하라는 내용의 전보를 아버지에게 보냈다. 그러나 Dayton Journal이 비행시간이 너무 짧다는 이유로 첫 비행 이야기를 출판하기를 거절했다. 그러는 동안 전보기사가 Virginia 신문에 메시지를 누출했고, 매우 부정확한 뉴스로 다른 신문사에 전해지게 되었다. 라이트 형제는 1월에 비행에 대한 사실적인 내용으로 언론에 발표했다. 그러나 기대와는 다르게 비행 사실은 대중들을 흥분시키지 않았고, 이내 뉴스는 조용해졌다. (반대로 프랑스 파리의 항공클럽에서는 이 소식이 굉장히 심각하게 여겨졌고, 형제를 따라잡으려고 더 노력했다.)
Professor Fred E. C. Culick and Henry R. Jex에 의한 현대 분석은 1903년 라이트 형제의 플라이어호는 너무 불안정해서 1902 글라이더에 자신들을 훈련시킨 라이트 형제 말고는 성공시킬 수 있는 사람이 없다고 말한다.

#### 첫 비행을 인정받기까지

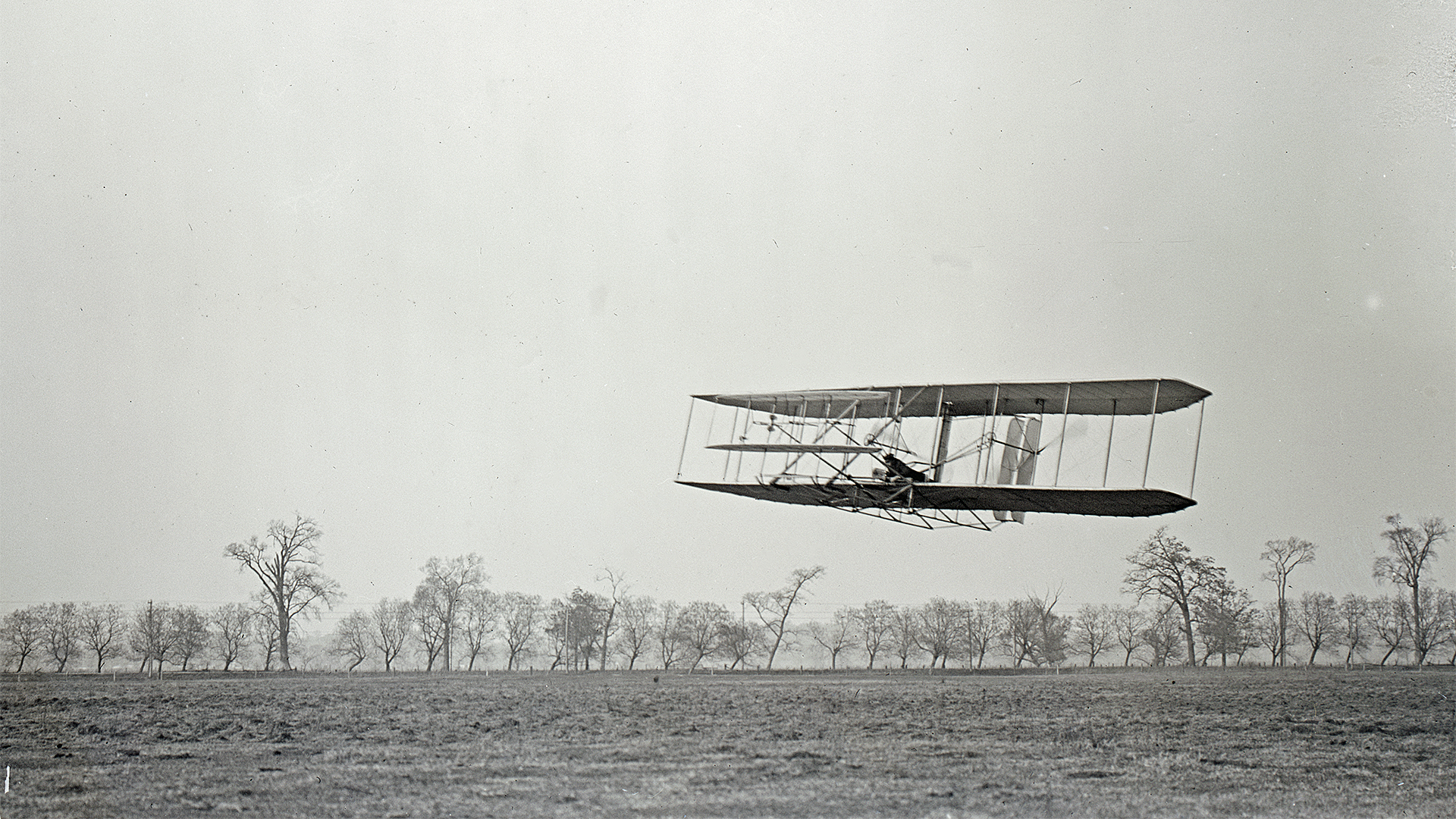
플라이어 2호를 타고 비행중인 윌버. 1904년 11월 16일 사진이다.

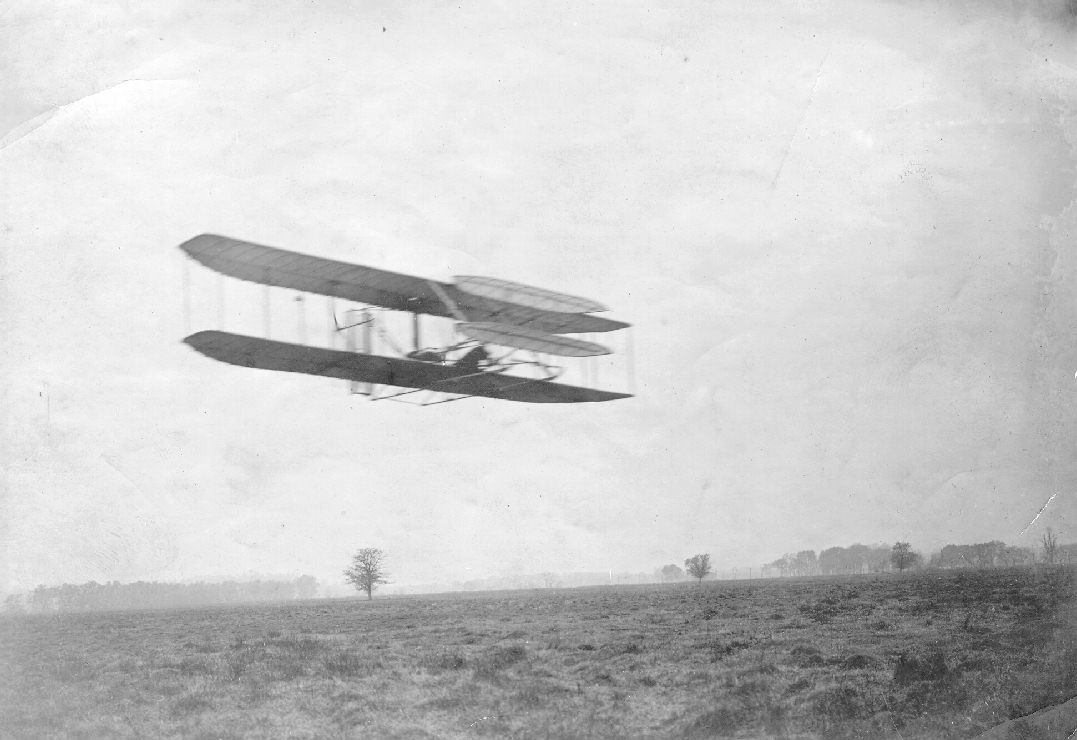
1904년 11월 9일, 원 4바퀴를 돌다.

1904년 라이트 형제는 플라이어 2호를 제작했다. 형제는 비용과 시간을 절약하기 위해 Huffman Prairie에 비행장에 만들었다. 형제는 이 땅을 무료로 사용할 수 있는 권리를 땅 주인이고 은행장이었던 Torrance Huffman에게 받았다. 5월 23일, 형제는 첫 비행 때 사진촬영이 없는 상태로 기자들을 초청하였다. 그러나 엔진 문제와 심한 바람으로 인해 비행을 하지 못했고, 며칠 뒤에 첫 비행 때보다 적은 숫자의 기자들 앞에서 작은 뜀박질 밖에 보여주지 못했다. 라이트 형제를 연구하는 일부 학자들은 형제가 기자들의 관심을 끊기 위해 일부러 그렇게 했다고 주장하기도 한다. 그것이 사실이든 아니든, 기대보다 못한 비행에 실망한 기자들은 이후 1년반 동안 라이트 형제를 무시했다.
라이트 형제는 기자들의 혼란에서 벗어난 것에 기뻤다. 기자들이 사라짐에 따라 경쟁자들이 형제의 방법을 알아내는 것 또한 방지할 수 있었다. 키티 호크에서 동력 비행을 마친 후, 형제는 실용적인 항공기를 제작하고 홍보하기 위해 자전거 사업을 접기로 결정했다. 라이트 형제는 정부로부터 지원을 받거나 부유한 집안이 아니었기 때문에 이 결정은 경제적으로 위험한 결정이었다. 형제는 본인들의 발명품을 생계로 사용하려고 했고, 기부할 생각은 없었다. 형제의 특허 변호사였던 Henry Toulmin의 조언에 따라 형제의 발명에 대한 비밀성은 심화되었다.
Huffman Prairie는 첫 비행을 했던 키티 호크에 비해 고도가 높아 공기의 밀도가 낮고, 바람이 약하게 불어 이륙이 힘들어서 이륙용 레일을 수백 피트 길이로 만들어야 했다. (키티 호크의 이륙용 레일은 60피트 (약 18m) 정도였다.) 형제는 봄과 여름 동안 거친 착륙과 비행기 손상, 덜컹거림으로 고생했다. 8월 13일, 아무런 도움 없이 월버는 마침내 키티 호크에서 세웠던 최장 비행 기록을 1300피트(400m)로 경신했다.
형제는 이륙을 쉽게 하기 위해 중력의 힘으로 작동하는 사출기를 만들기로 결정하고 9월 7일에 시험했다. 1904년 9월 20일, 윌버는 비행 거리 4080피트(1244m), 비행 시간 1분 30초을 기록하며 최초로 공기보다 무거운 유인 항공기로 완전한 원을 그리는 비행에 성공했다. 최고의 비행 2번은 11월 9일 윌버가 조종했던 비행과 12월 1일 윌버가 조종했던 비행인데, 비행거리는 각각 3마일, 비행시간 5분을 기록하며 4개의 원을 그렸다. 1904년 말에 85에이커의 거친 땅 위에서 형제는 총 105회의 비행, 50분의 누적 비행시간을 기록했고, 이 장소는 현재 라이트-패터슨 공군기지(Wright-Patterson Air Force Base) 근처에 있는 국립 데이턴 항공문화유산역사공원(Dayton Aviation Heritage National Historical Park)의 일부이다.
1904년의 성과에도 불구하고, 플라이어호는 여전히 조종불능에 빠지기도 했다. 라이트 형제는 엔진을 남겨두고 플라이어 2호를 폐기하고 중요하고 새로운 설계를 담은 플라이어 3호를 제작했다. 라이트 형제는 날개 비틀기와 동시에 작동하던 러더를 분리하여 따로 작동하도록 만들었다. 이 설계로 인해 마침내 3축 조종이 모두 독립되었다. 그럼에도 불구하고 플라이어 3호는 플라이어 1호와 플라이어 2호와 동일한 비행 성능을 보였다. 3호의 처녀 비행은 6월 23일에 이뤄졌고, 몇 차례 이뤄졌던 비행은 모두 10초를 넘기지 못했다.
7월 14일 추락으로 오빌이 척추 어긋남을 겪은 후 플라이어호의 엘리베이터와 러더의 크기를 키우고 주 날개와의 거리를 늘렸다. 이러한 조치는 굉장한 성능향상을 보여주었고, 6번의 드라마틱한 장거리 비행을 보여주었다. 9월 26일에서 10월 5일 사이에 있었던 비행의 비행시간은 17분에서 38분 사이였고, 비행거리는 11에서 24마일(39km) 정도였다. 윌버가 비행했던 최장 비행은 24.5마일(39.4km), 38분 3초였으며, 연료가 다 떨어졌을 때 안전한 착륙으로 끝났다. 이 비행은 주변의 농부들과 초청받은 몇몇 친구들, 그리고 형제의 아버지가 목격했다.
다음 날 기자들이 나타났지만 형제는 비행하기를 거부했다. 라이트 형제는 장시간의 비행으로 실용적인 비행기로 판매할 수 있도록 비행기를 개발하는 목표가 달성된 것으로 보았다.
1904년~1905년 사이의 비행 사진들은 모두 형제에 의해 촬영된 것이다.(몇몇 사진은 1913년에 있었던 Dayton 대홍수 때 손상되었으나 대부분 살아남았다.) 1904년 기술에 열광했던 오하이오주의 양봉업자 아모스 루트(Amos Root)는 원을 그리는 비행을 포함한 몇몇 비행을 보게 되었다. 양봉잡지에 그가 썼던 기사들이 Huffman Prairie에서 있었던 환상적인 비행의 유일한 목격담이다.(초기에 기자들에게 보여주었던 볼품없는 비행을 제외하고 말이다.) 루트는 Scientific American 잡지에 투고를 요청했지만, 편집자가 그것을 거부했다. 결과적으로, 라이트 형제에 대한 소식은 오하이오주 밖으로 나가지 못했고 때론 거짓말이라는 기사가 나오기도 했다. Herald Tribune의 파리 발간편에서는 “FLYERS OR LIARS?”(비행사인가 거짓말쟁이인가)라는 제목으로 라이트 형제에 관한 기사가 달리기도 했다.

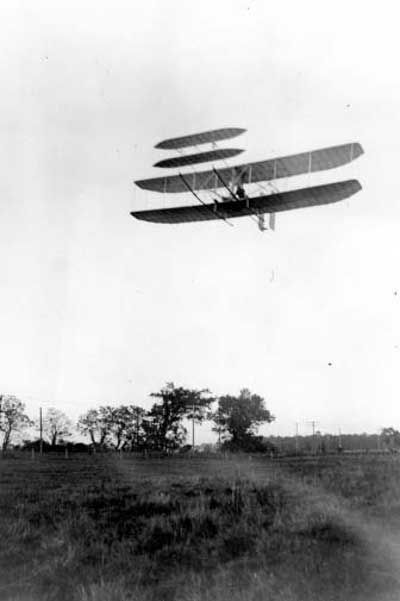
1905년 10월 4일 오빌이 비행한 33분 17초의 비행을 촬영한 사진.

몇 년 후에 Dayton의 신문들은 본인들의 고향 사람 라이트 형제를 국가적인 영웅으로 칭송했지만, 어쨌든 지역 기자들은 자신들의 집 문 밖 몇 킬로미터에서 일어나는 역사의 중요한 사건을 놓치고 말았다. Dayton Daily News(데이턴 일간뉴스)의 편집장이었던 James M. Cox는 “솔직히, 아무도 믿지 않았다.”라며 당시 신문기자들의 생각을 이야기하기도 했다. 몇몇 신문들이 장거리 비행에 대한 기사를 쓰기도 했지만, 기자가 직접 보거나 사진 찍지는 않았다. 이러한 불신과 언론의 눈가림은 근본적으로 근거 없는 실험들이라며 믿지 않았던 Scientific American 같은 워싱턴 D.C와 유럽의 불신을 바탕으로 하고 있다.
라이트 형제는 특허권 없이 10월 5일 이후에 단 한번만 비행했다. 그 이후로 형제는 비행기를 구매하겠다는 의사 없이는 비행을 보여주지도 않았다. 형제는 미국 정부, 영국, 프랑스 그리고 독일에 편지를 써서 비행기 구매를 요청했지만 형제는 비행시범을 보여주기 전에 무조건 계약체결을 요구해 무산되었다. 형제는 비행기의 사진조차도 보여주지 않았다. 미국의 가장 선망받는 과학자였던 랭리 에어로돔(Langley Aerodrome)에 5만 달러나 사용했던 미국 육군은 포토막강에 두번이나 추락한 비행기를 오하이오 주의 알지 못하는 두 형제에게서 구입한다는 것은 있을 수 없는 일이었다. 다른 항공선구자들은 스포트라이트를 받으며 활동했지만 라이트 형제는 포기하지 않고 어두운 곳에서 계속 그들만의 작업을 이어나갔다.

#### 유럽의 의심
1906년에, 유럽 항공 모임의 의심이 반라이트 형제의 형태로 언론에 발표되었다. 유럽의 신문사들, 특히 프랑스에선 라이트 형제를 Bluffeurs (Bluffer – 허세 부림)라 부르며 조롱했다. Aero-Club de France(프랑스 항공 클럽)을 창단한 Emest Archdeacon는 공식적인 보고에 불구하고 공식적으로 무시했으며, 1906년에 “프랑스가 동력비행의 첫 대중비행을 할 것이다.”라는 내용의 기사를 여러 개 썼다.
New York Herald의 파리 에디션에서 라이트 형제에 대한 유럽의 입장을 1906년 2월 10일자 기사에서 대변했다.
"라이트 형제는 이미 비행을 했거나 아예 비행하지도 않았다. 그들은 비행기를 소유하고 있거나, 아예 갖고 있지도 않다. 그들은 사실 비행사 혹은 거짓말쟁이(Fliers or Liers)이다. ”우리 하늘을 날았어!”라고 말하기는 굉장히 쉬운 법이다."
1908년 라이트 형제가 프랑스에서 첫 비행을 한 후, Archdeacon은 대중들 앞에서 자신들이 형제에게 불법을 저질렀다고 고백했다.

## 계약과 키티 호크로의 귀환

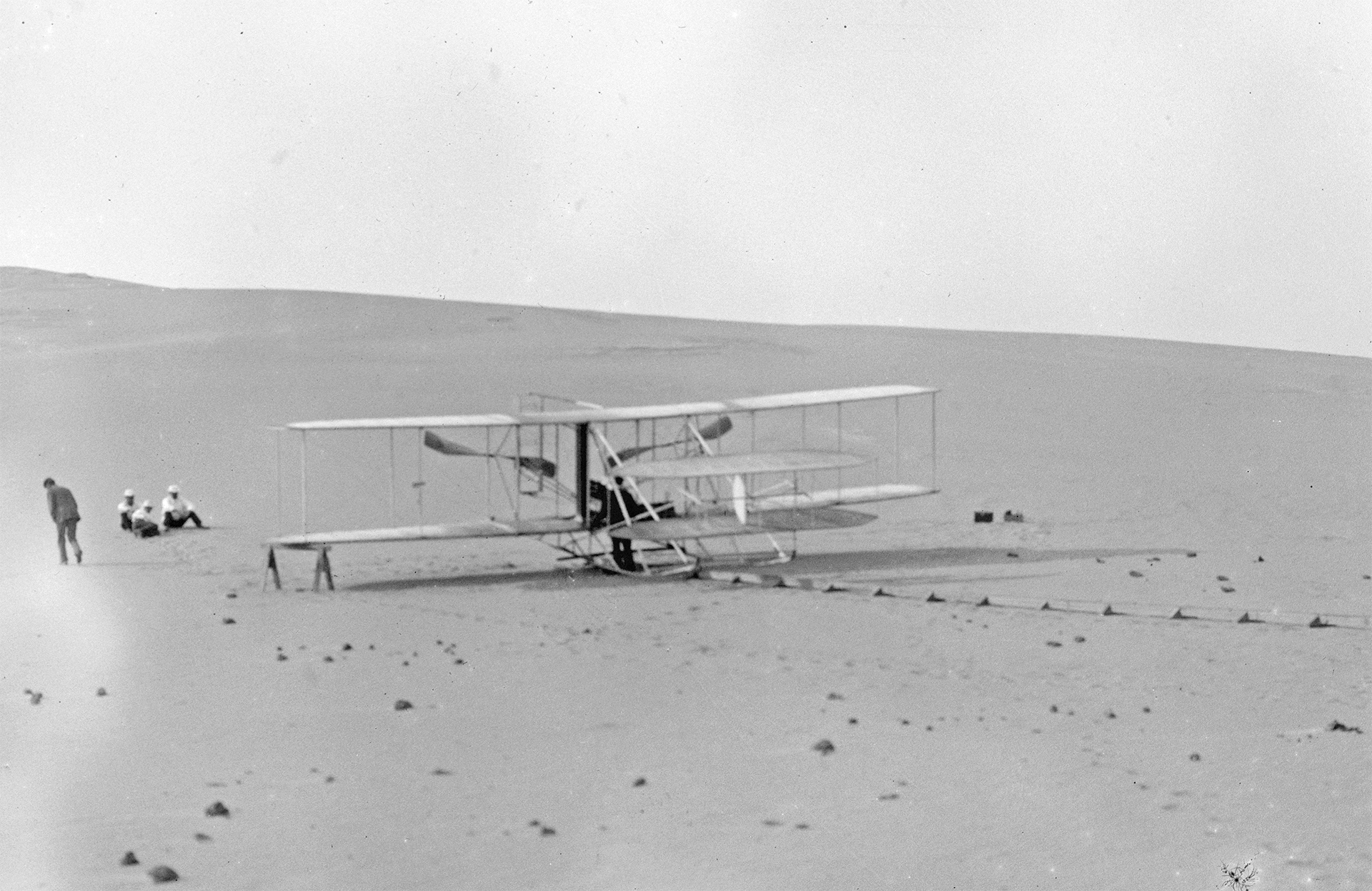
1908년 촬영된 1905 플라이어

라이트 형제는 1906년과 1907년에는 한 번도 비행하지 않았다. 형제는 유럽과 미국 정부에 본인들이 성공적인 비행기를 만들었고 비행기를 판매하기 위한 협상을 할 준비가 되었다고 설득하며 시간을 보냈다. 또, 비행기가 물 위에서도 날 수 있지 않을까라는 생각에 오하이오주의 마이애미 강에서 나룻배와 엔진으로 실험하기도 했지만, 결과는 실패였다.
라이트 형제에게 돌아온 답장에서, 미국 육군은 그들의 제안에 관심이 없다고 입장을 밝혔다. 형제는 항공에 대한 관심도가 더 높은 유럽, 특히 프랑스로 눈길을 돌렸고, 1907년 처음으로 정부관리들과 사업가들과 대면협상하기 위해 유럽으로 건너갔다. 형제는 그 곳에서 독일과 영국의 항공 대표자들도 만났다. 여행을 떠나기 전에, 오빌은 프랑스에서 시범비행을 위해 배에 새롭게 만들어진 모델A 플라이어를 실었다.
프랑스에서 윌버는 미국 국방부의 항공부 중위 Frank P.Lahm을 만났다. Lahm은 상사들에게 편지를 쓰며 윌버가 미국으로 돌아갔을 때 워싱턴 D.C에 있는 미국 군수 및 요새부에 프레젠테이션을 할 수 있는 길을 마련해 주었다. 이번에는 지난번과 달리 정부의 반응이 좋았다. 1907년 12월, 라이트 형제의 지원을 바탕으로 미국 육군 통신대에서 품목 #486을 발포했다. 국방부의 지도 아래 비행기의 생산을 위해 사람들을 데려 왔다. 라이트 형제는 이듬해 1월에 스카우트를 받아들였다. 또 1908년, 형제는 프랑스 기업에 계약을 체결했다. 5월에 형제는 키티 호크로 돌아와 두 곳 모두에서 요구하는 시범비행을 위해 비밀리에 1905 플라이어 (플라이어3호)로 시범비행을 연습했다. 그러나 뉴욕의 신문사들에서 비행기 테스트에 대한 소식을 듣고 몇몇 기자들을 보내는 바람에 비밀이 깨져버렸다.

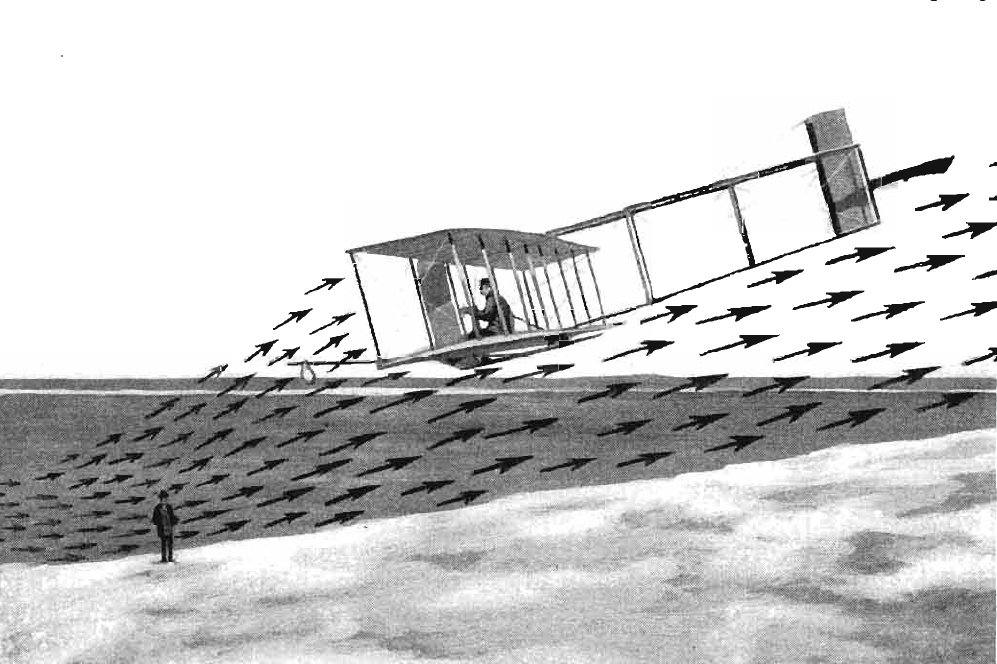
1911년 10월의 활공을 나타내는 사진

계약서에는 승객을 태우고 비행을 해야 한다는 조건이 있어서, 형제는 1905 플라이어에 좌석 2개와 수직 조종 레버를 설치했다. 승객석에 모래주머니를 얹고 시험비행을 한 뒤 Dayton 출신 도우미 Charlie Furnas를 5월 14일 짧은 비행 몇번을 수행했다. (Charlie Furnas는 세계 최초 고정익 항공기의 승객이 되었다.) 아버지와 약속한대로 안전을 위해 윌버와 오빌은 함께 비행하지 않았다. 그러나 몇몇 신문기자들은 승객석에 앉은 Furnas와 비행하는 장면을 형제가 같이 비행하는 것으로 보도하기도 했다. 그 날 늦게, 7분의 솔로 비행을 하다가 윌버는 자신의 생애에서 가장 큰 추락을 경험했다. 윌버는 비행기를 잘못된 방향으로 틀었는데 아직 새로운 레버에 익숙치 않아 시속 40마일(64km)에서 50마일(80km) 사이의 속도로 모래사장에 추락했다. 윌버는 타박상과 코가 베이는 정도의 부상을 입었지만, 이 사고로 인해 연습비행이 끝났고, 비행기는 더 이상 날 수 없었다.

### 다시 글라이딩을 하다
1911년 10월, 오빌 라이트는 비행기를 개선하고 새로운 글라이더로 안전과 안정성을 시험하기 위해 Outer Banks로 돌아왔다. 10월 24일, 오빌을 9분 45초간 활공했는데, 1920년대 글라이딩이 스포츠로 시작되기 전까지 약 10년간 최장 기록으로 남았다.

## 대중에게 비행을 보여주다

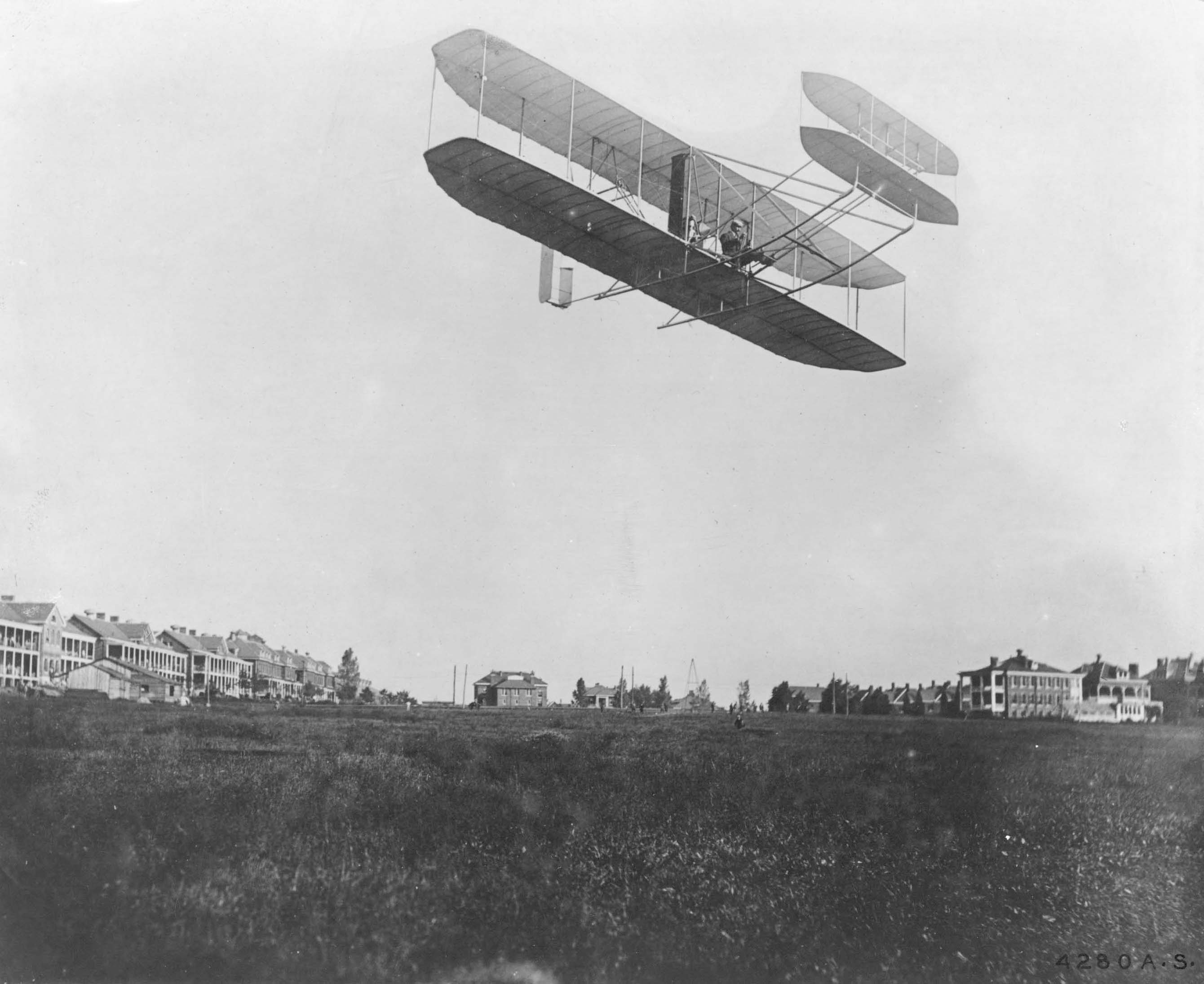
1908년 9월에 오빌이 버지니아주 Fort Myer에서 미 육군에게 시범비행을 보여주다

미 육군과 프랑스 기업과의 계약은 성공적인 공개비행에 달려 있었다. 형제는 일을 나누어 윌버는 유럽으로, 오빌은 워싱턴 D.C로 향했다.
윌버는 프랑스 항공 모임의 수많은 의심과 형제를 bluffeur라 부르며 조롱하던 신문사 앞에서 1908년 8월 8일 Le Mans라는 마을 근처의 Hunaudières 경마장에서 공식적인 공개비행에 나섰다. 그의 첫 비행은 1분 45초간 지속되었지만, 몇몇 프랑스 항공 선구자들 앞에서 원을 그리는 비행을 포함하여 굉장한 비행을 선보였다. 그날 이후의 비행에서 윌버는 8자 비행을 비롯해 기술적으로 도전적인 비행을 선보였고, 수 많은 항공 선구자들 앞에서 자신의 항공기의 능력과 본인의 조종능력을 가감없이 선보였다.
프랑스 대중들은 윌버의 곡예에 열광했고 비행장 주변에 수천 명이 운집했다. 라이트 형제는 하룻밤 사이에 세계적인 명성을 얻게 되었다. 라이트 형제를 의심하고 조롱했던 사람들은 그의 비행을 칭송하고 지난날에 대해 사과했다. . L'Aérophile의 편집장 Georges Besançon은 “비행이 모든 의심들을 없앴다. 오늘날 그 어느 누구도 감히 형제의 결과를 의심하지 않는다.” 프랑스의 항공 프로모터 Ernest Archdeacon은 다음과 같이 말했다. “긴 시간 동안, 유럽에서 라이트 형제는 Bluff라 불리며 무시당했었지만, 그들은 오늘 프랑스에서 칭송받았으며 우리는 그들에게 사과를 구한다.”

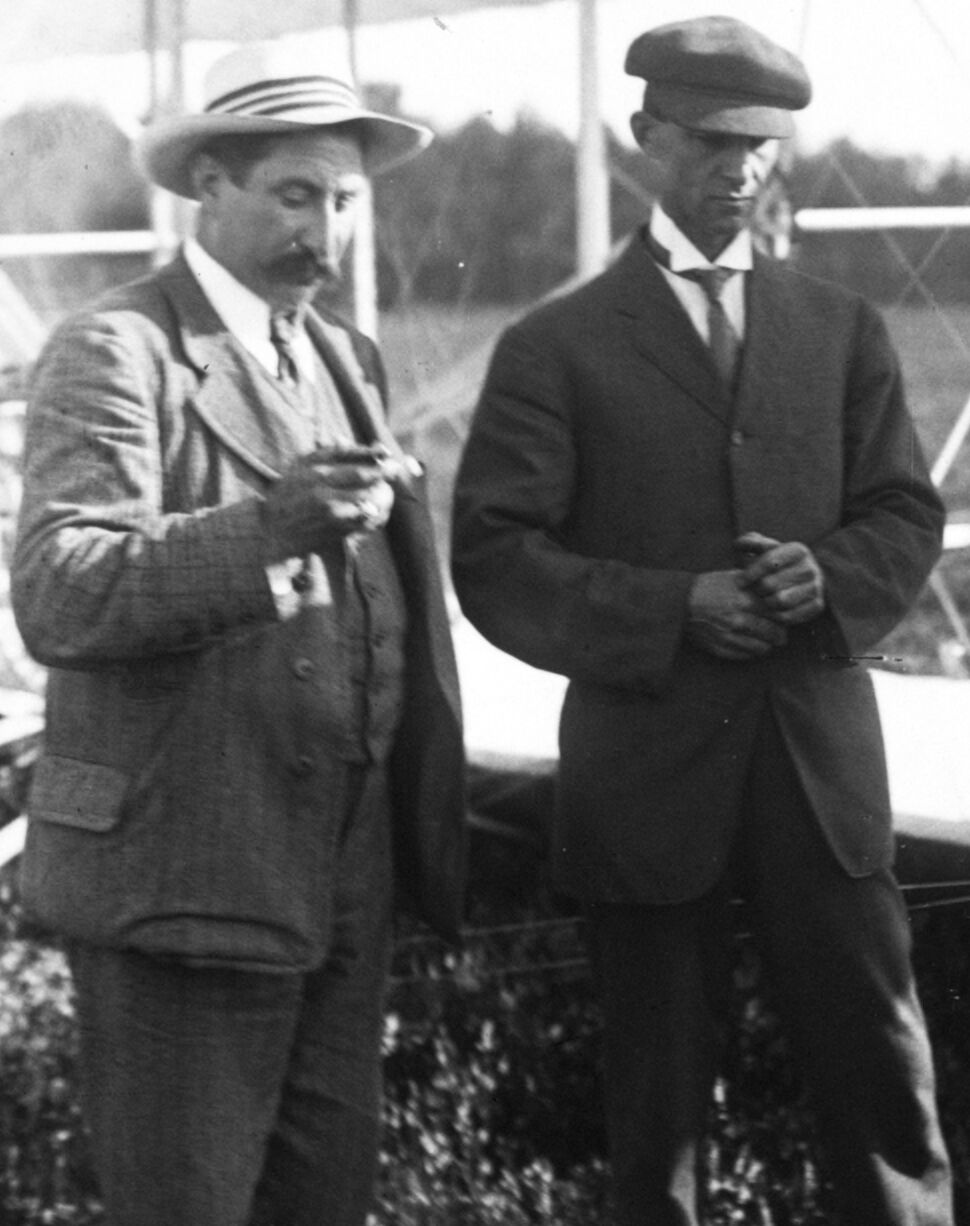
형제의 유럽 에이전트였던 Hart O.Berg(왼쪽)과 윌버 라이트

1908년 10월 7일, 라이트 형제 사업 에이전트의 아내였던 Edith Berg는 윌버와 함께 비행하면서 최초의 미국인 여성 승객이 되었다. 윌버는 플라이어호를 보관했던 자동차 공장의 주인이었던 Léon Bollée와 그의 가족들과 친해졌고, 그해 가을 Léon Bollée와 비행했다. 윌버가 LeMans에 도착하여 플라이어호를 보관할 때 Madame Bollee는 임신 중이었는데 윌버는 아기가 태어나는 날 유럽에서의 첫 비행을 하겠다고 약속했고, 또 1908년 8월 8일 실제로 그렇게 했다.
오빌은 1908년 9월 3일에 버지니아주 미 육군 Fort Myer에서 형과 거의 같은 플라이어호를 타고 형의 성공을 뒤 따랐다. 9월 9일, 그는 처음으로 1시간을 넘은 비행을 기록했는데, 비행시간은 62분 15초였다.

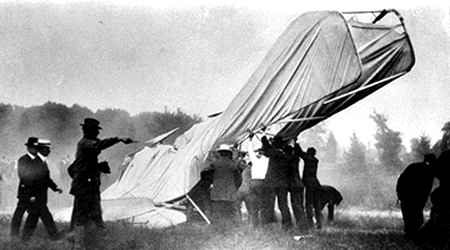
Fort Myer에서의 추락

9월 17일, 육군 Thomas Selfridge 중위가 공식적인 참견자로 함께 비행기에 올랐다. 이륙하고 몇 분이 지나 100피트(30m)의 고도에서 프로펠러가 산산조각 나면서 비행기는 조종불능에 빠졌다. Selfridge는 두개골이 깨지면서 그날 저녁에 육군병원에서 숨졌다. 오빌 또한 심하게 다쳐 왼쪽 다리가 부러지고 갈비뼈 4개가 부러졌다. 12년 뒤에 심한 통증을 느낀 오빌은 x-레이 촬영 후 확인한 결과, 골반 역시 뒤틀렸고, 세 개의 골반뼈도 부러진 것으로 밝혀졌다. 형제의 누이이자 학교 선생이었던 Katherine은 소식을 듣고 Dayton에서 Virginia로 달려가 7주간 병원에서 오빌의 곁을 지켰다. 캐서린은 육군과의 계약을 1년 미루는 협상을 도왔다. 오빌의 친구가 병원에 방문했을 때 오빌에게 물었다. “너의 신경을 건드리지 않았니?” “신경?” 오빌이 대답했다. “아, 다시 비행을 하는 것이 두렵지 않냐고? 내가 유일하게 두려워하는 것은 내년에 테스트 비행을 할 수 있을 때까지 내 몸이 낫지 않는 것이야.” 사고에 깊이 충격을 받은 윌버는 더욱 더 인상적인 시범비행을 펼쳤고, 비행고도와 비행시간에 대한 새로운 기록을 썼다. 1909년 1월, 오빌과 캐서린은 윌버가 있는 프랑스에 합류하여 부자들과 왕족들, 대중들이 찾는 세상에서 가장 유명한 세 사람이 되었다. 영국과 스페인, 이탈리아의 왕들도 윌버의 비행을 보러 프랑스를 찾았다.

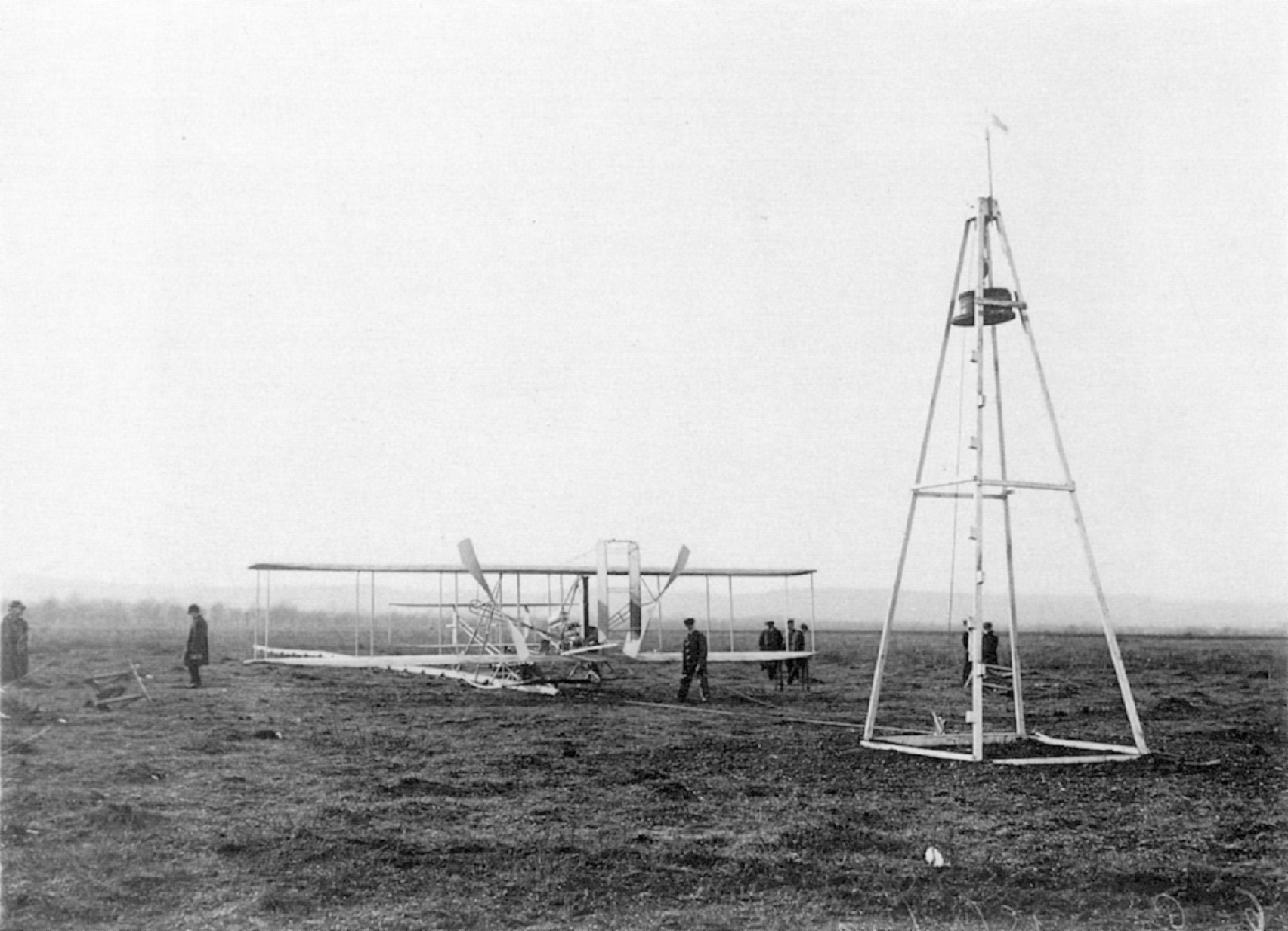
1909년 프랑스에서 윌버가 조종하는 플라이어 모델A

이후 라이트 형제는 프랑스 남부의 Pau로 이동하였다. 윌버는 그곳에서 더 많은 공개비행을 하며 관리들과 기자들을 태워주었고, 2월 15일에는 그의 누이 캐서린을 태우고 비행했다. 윌버는 비행기를 프랑스 회사에 양도하며 프랑스인 두 명을 조종사로 양성했다. 4월에 형제는 이탈리아로 이동하여 윌버는 고곳에서 또 다른 플라이어호를 제작하며 조종사를 양성하고 공개비행을 선보였다. 이탈리아 사진사인 Federico Valle가 비행기에 올라 첫 번째 항공 활동사진을 촬영했다.
미국으로 돌아와, 형제와 캐서린은 Taft대통령의 초청으로 백악관에 초대되었다. Dayton에서는 그들이 고향에 돌아온 날 이틀에 걸친 파티를 열었다. 1909년 7월, 윌버의 도움을 받은 오빌은, 미 육군의 항공기 요구사항인 2인승, 평균 속도 40마일(64km/h), 피해 입지 않고 착륙하기를 충족시키는 비행을 했다. 형제는 미 육군 통신대와 항공 사단에 3만달러에 팔았다. (속도 요구사항을 뛰어넘어 받은 5000달러 보너스를 포함한 값이다.) 10월 초에, 뉴욕시의 허드슨-풀톤(Hudson-Fulton)축제에서 자유의 여신상을 돌고 뉴욕시민들 위로 33분간 비행했던 일은 윌버의 인생의 절정(climax)이었다. 이 비행을 통해 라이트 형제의 명성을 굳건해 졌다.

### 가족과의 비행
1910년 5월 25일, Huffman Prairie에 돌아온 오빌은, 두 번의 특별한 비행을 했다. 첫 번째 비행은, 윌버를 승객으로 태우고 6분간 비행한 일이다. (형제가 동시에 비행기에 오른 것은 이 비행이 처음이자 마지막이었다.) 아버지로부터 특별히 승낙을 받은 비행이었는데, 그 동안 아버지는 두 형제가 같이 비행하다가 사망할 경우 개발을 이어갈 수 없기 때문에, 반드시 한 명씩 비행하도록 했었다.
또 다른 비행은, 오빌이 82세 아버지를 태우고 7분 정도 비행한 일이었다. 라이트 형제 아버지의 유일한 비행이었는데, 350피트(107m) 상공에 이르자, 흥분한 아버지는 오빌에게 “높이, 오빌, 더 높이!”라고 외쳤다.

## 특허 분쟁

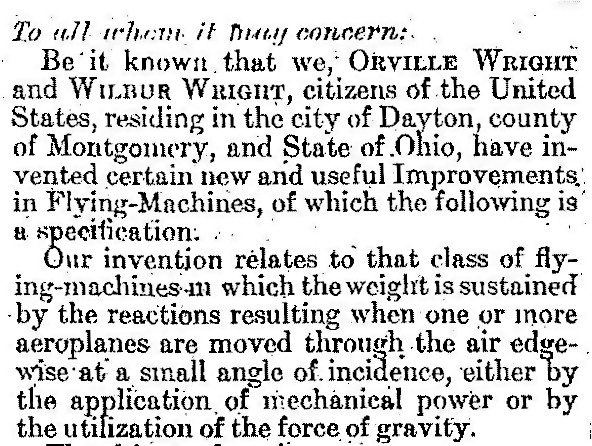
라이트 형제의 특허권

라이트 형제가 1903년 처음 특허권을 제출했을 때, 거부되었다. 1904년 1월에 오하이오 주의 특허 변호사 Herny Toulmin을 통해 재신청했고, 1906년 5월 22일 미국 특허 제 821393호(비행기의 실용적이고 새로운 발전)로 특허권이 발급되었다. 특허는 무동력 항공기(1902 글라이더)에 대한 기술을 언급하고 있었다. 특허의 요점은 동력의 존재 여부가 아닌 항공기의 조종에 대한 것이었다.
특허에는 날개 비틀기에 대하여 서술되어 있지만, 날개 비틀기를 제외한 다른 방법을 통해서도 비행기의 롤 기동을 제어할 수 있음에도 분명하게 명시하고 있다. 또한, 비행기 날개의 각을 변하게 하여 비행기의 롤 기동을 제어하는 방법은 이 특허의 핵심 사항이었다. 특허에는 날개 비틀기와 연동되는 항공기가 지속적인 선회를 할 수 있게 해 주는 수직 러더에 대한 부분도 명시되었다. 항공기의 피치를 조종하는, 주날개 앞에 달린 엘리베이터 또한 특허의 일부였다. 그러나, 영국의 개발자 Matthew Piers Watt Boulton의 1868년 특허권에는 에일러론 형태의 장치를 통한 롤 기동 제어에 관한 부분이 명시되어 있었다. Boulton의 특허권은 항공기에 에일러론이 일반적으로 적용되기 전까지 잊혀졌고, 만약 라이트 형제 특허권의 법적 유효기간 내에 특허가 대두되었다면, 형제는 비행기에 대한 법적인 소유권을 주장할 수 없었을 것이다.
특허권을 이용해 혼란을 야기하기 위해, Glenn Curtiss와 다른 초기항공개척자들은 라이트 형제가 날개 비틀기를 이용해 구현한 롤 기동 제어를 에일러론을 통해 모방했다. 1908년 7월 4일 Curtiss가 AEA June Bug에서 비행한 역사적인 1킬로미터 비행 후에 라이트 형제는 에일러론 장치를 이용하여 롤 기동 제어가 가능한 비행기를 비행하거나 판매하는 것을 경고했다. 그러나 커티스는 라이트 형제에게 특허료를 지불하는 것을 거부하고 1909년 에일러론 장치를 장착한 항공기를 뉴욕시에 있는 Aeronautic Society에 판매하였다. 라이트 형제는 커티스에게 특허권에 대한 소송을 걸었고, 몇 년 간 지속된 법정 싸움이 시작되었다. 또한 형제는 프랑스 조종사 Louis Paulhan을 포함하여 미국 전시회에서 비행한 외국인들을 동시에 고소했다. 커티스 편에 있던 사람들은, 누군가가 공기 중에서 손을 흔들면 라이트 형제가 고소할 것이라고 조롱했다.
싸움은 부분적으로 성공적이었다. 라이트 형제가 지배하는 프랑스에서도, 법적 싸움은 특허권이 만료된 1917년까지 지속되었다. 독일 법정에서는 윌버 라이트가 1901년 했던 연설과 1903년 옥타브 차누트가 했던 연설로 인해 특허권이 유효하지 않다고 판정했다. 미국에서는 Aero Club Of America가 개최한 에어쇼에 지원한 조종사들이 법적인 문제에서 자유롭도록 형제가 허락을 해주었다. 특허 침해를 인정한 개발자들은 라이트 형제에게 특허료를 지불했다. 1913년 2월, 라이트 형제의 특허권이 에일러론의 영역도 포괄한다는 판정이 내려지면서 라이트 형제는 커티스에 승소했다. 커티스사는 판정에 항의하며 항소했다.
1901년부터 1912년 죽을 때까지 특허 분쟁이 도덕적인 문제라고 판단한 윌버는 변호사들과 자주 만나며 법정 싸움의 주도적인 역할을 해 나갔다. 특히 항공기 생산을 위해 대형공장을 짓고 있던 커티스사에 대한 분쟁에선 더더욱 그랬다.
라이트 형제의 숨막히는 법적 분쟁은 라이트 형제가 새로운 설계를 할 수 없게 만들었고, 1911년 유럽 항공기 제작자들 사이에서는 라이트 형제의 항공기는 어느새 구식 디자인이 되어있었다. 그래서 세계 1차 대전 즈음에 미국의 항공기 개발자들은 세계 1차 대전 때 사용할 미국산 항공기를 만드는데 억압받았고, 결국 미군은 프랑스 항공기를 사용할 수 밖에 없었다. 오빌과 캐서린 라이트는 윌버의 이른 죽음에 법정 소송을 걸어 윌버에게 큰 스트레스와 힘든 여행을 준 커티스에게 부분적으로 책임이 있다고 생각했다.
1914년 1월, 미국 법정은 법적인 전략을 통해 특허료 지불을 피해온 커티스사에 판결을 내렸고, 오빌은 이 판결이 정당하다고 느꼈다. 그러나 오빌은 생산을 원활하게 하기 위해 더 이상 격렬하게 특허 분쟁을 몰아 붙이지 않았다. 사실은 오빌은 1915년에는 회사를 팔 생각을 했다. 세계 1차 대전이 끝나면서 작은 분쟁들을 제외한 특허 분쟁은 끝이 났다. 아이러니 하게도, 1929년에 라이트 항공 산업과 커티스 항공기 회사가 합병하여 Curtiss-Wright Corporation이 되었고, 현재도 항공우주산업에 고부가가치 제품들을 생산하고 있다.
법정싸움은 국가적인 영웅으로 칭송받던 형제들의 대중이미지를 손상시켰다. 비판가들은 유럽에서는 관대하고 했던 형제들의 행동을 비교하며 형제가 욕심이 많았고 불공평했다고 비판했다. 형제를 지지하는 편은 수년에 걸친 노력 끝에 얻은 형제의 권리와 그들의 성공적인 발명을 지키려는 행동으로 보았다. 이전부터 신뢰관계에 의해 흔들리던 옥타브 차누트와의 10년에 걸친 우정은 옥타브 차누트가 공개적으로 형제의 법정싸움을 비판하면서 깨어져 버렸다.

## 사업

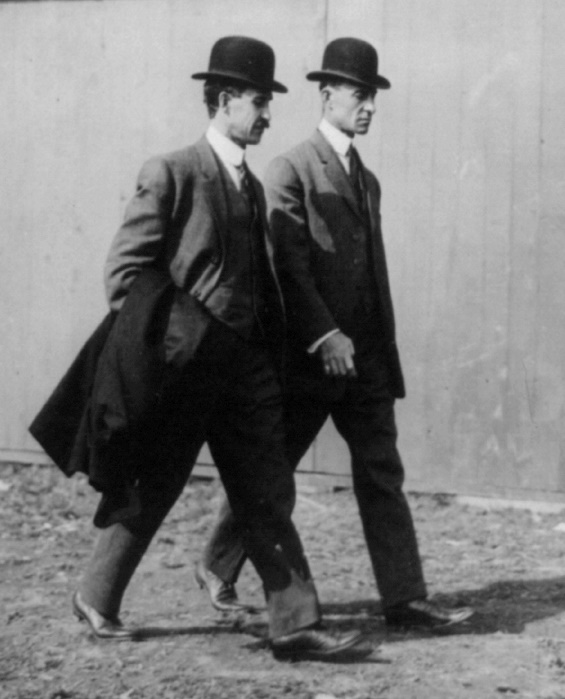
1910년 Belmomt Park에서 열린 항공모임에서 찍힌 라이트 형제

라이트사는 1909년 11월 22일 창사되었다. 형제는 회사에 특허권을 10만 달러에 팔고 100만 달러 주식의 삼분의 일을 받았으며, 판매하는 항공기 가격의 10퍼센트를 로열티로 받았다. 윌버는 회장, 오빌은 부회장 자리에 올랐고 Dayton에 공장을, 조종 훈련 학교 및 시험장은 Huffman Prairie에, 사무실은 뉴욕시에 세웠다. 1910년 중반에 형제는 라이트 플라이어에 수평 엘리베이터를 앞이 아닌 뒤로 달았으며 이륙시에 필요한 미끄럼틀을 유지한 채 바퀴를 달았다. 뒤에 달린 엘리베이터는 속도가 증가할수록 조종하기가 더욱 쉽다는 사실이 명백해졌다. 이 항공기는 Model B라 불렸고, 라이트 형제의 이전 모델인 Model A가 있었음에도 미 육군이 Model B를 구입했을 때 Wright Type A라고 불렀다.
항공기를 구매하는 고객들이 많이 없어서, 1910년 봄에 형제는 전시회 조종사들을 고용하여 훈련시킨 뒤 비행기를 홍보하고 대회 회사를 위해 우승 상금을 받아오는 것이 목적이었다. 비행 팀은 7월 13일 Indianapolis Speedway에서 데뷔했다. 그러나 1910년이 끝나기 전에 조종사 Ralph Johnstone과 Arch Hoxsey가 에어쇼 도중 추락하여 사망했고, 1911년 11월에 형제는 팀을 해체했다. (4명의 다른 조종사들도 사망했다.)
라이트사는 1910년 11월 7일 최초의 상업적인 항공화물을 운송했다. 고객은 Orehouse-Martens Department Store였는데 2볼트의 드레스용 실크를 싣고 Dayton에서 오하이오주 콜롬비아까지 65마일(105km)의 거리를 비행하는 것이었고 비용은 5000달러였다. 회사의 조종사 Phil Parmelee가 화물을 승객석에 묶고 1시간 6분 비행하여 도착하였다. 실크는 작은 조각들로 잘려 기념품으로 팔렸다.
1910년에서 1916년 사이에 Huffman Prairie에 있는 라이트 형제 비행학교에서 오빌과 도우미들을 통해 115명의 조종사가 배출되었다. 몇몇 훈련생들은 후에 유명해졌는데, Henry “Hap” Arnold는 2차 세계 대전 때 별 다섯개 미 공군 사령관이 되었다. Calbraith Perry Rodgers는 1911년 라이트 모델 EX를 타고 최초로 미국대륙횡단 비행을 했고, Eddie Stinson은 Stinson Aircraft Company의 설립자가 되었다.
1912년에서 1913년 사이에 미 육군에서 일어난 라이트 형제의 비행기 추락사고는 비행기의 안전과 설계에 의심을 품게 만들었다. 1913년 추락으로 인한 사망자 숫자가 11명이었는데 그 중 절반이 라이트 모델 C로 인한 사고였다. 육군에서 구매한 모든 라이트 모델 C는 추락했다. 이 모델은 급강하하려는 경향을 가지고 있었으나 오빌은 이런 실속이 조종사의 부주의로 인한 것이라고 변명했다. 오빌은 조종사가 너무 급하게 상승하지 않도록 미 육군에 협조하여 비행지시기를 달도록 했다. 정부의 한 관리는 라이트 모델 C는 “비행에 부적절”하다가 말했고, 커티스사와 라이트사의 ‘pusher’형(프로펠러가 항공기 날개의 뒤쪽에 장착된 형태) 프로펠러 항공기들의 사용을 중지했다. 오빌은 커티스와 분쟁중인 라이트 형제의 특허권에 영향을 줄까 염려하여 ‘tracter’형(프로펠러가 항공기 날개의 앞쪽에 장착된 형태) 프로펠러를 장착한 항공기 생산을 거부했다.

## 스미소니언과의 불화
스미소니언 연구소의 연구소장이었던 Samuel P. Langley는 1887년부터 1906년 그가 죽을 때까지 항공기를 실험했고, 1896년부터 1903년까지 무동력 비행을 성공적으로 수행했다. 그러나 1903년 10월과 12월에 시험 비행했던 유인 Aerodrome은 완전한 실패였다. 그럼에도 불구하고 스미소니언은 후일 Aerodrome을 처음으로 유인 동력 비행에 성공한 공기보다 무거운 항공기로 소개하고 라이트 형제의 비행을 두 번째 사건으로 말하며 본인들의 박물관에 전시하였고, 수십년 지속된 오빌 라이트와의 싸움을 촉발시켰다. 스미소니언은 1914년 Glenn Curtiss와 그의 팀이 성공했던 짧은 시험비행을 기초로 이 주장을 펼쳤다. 스미소니언은 커티스에게 비행 전에 Aerodrome을 수정할 수 있도록 허락해 주었다.

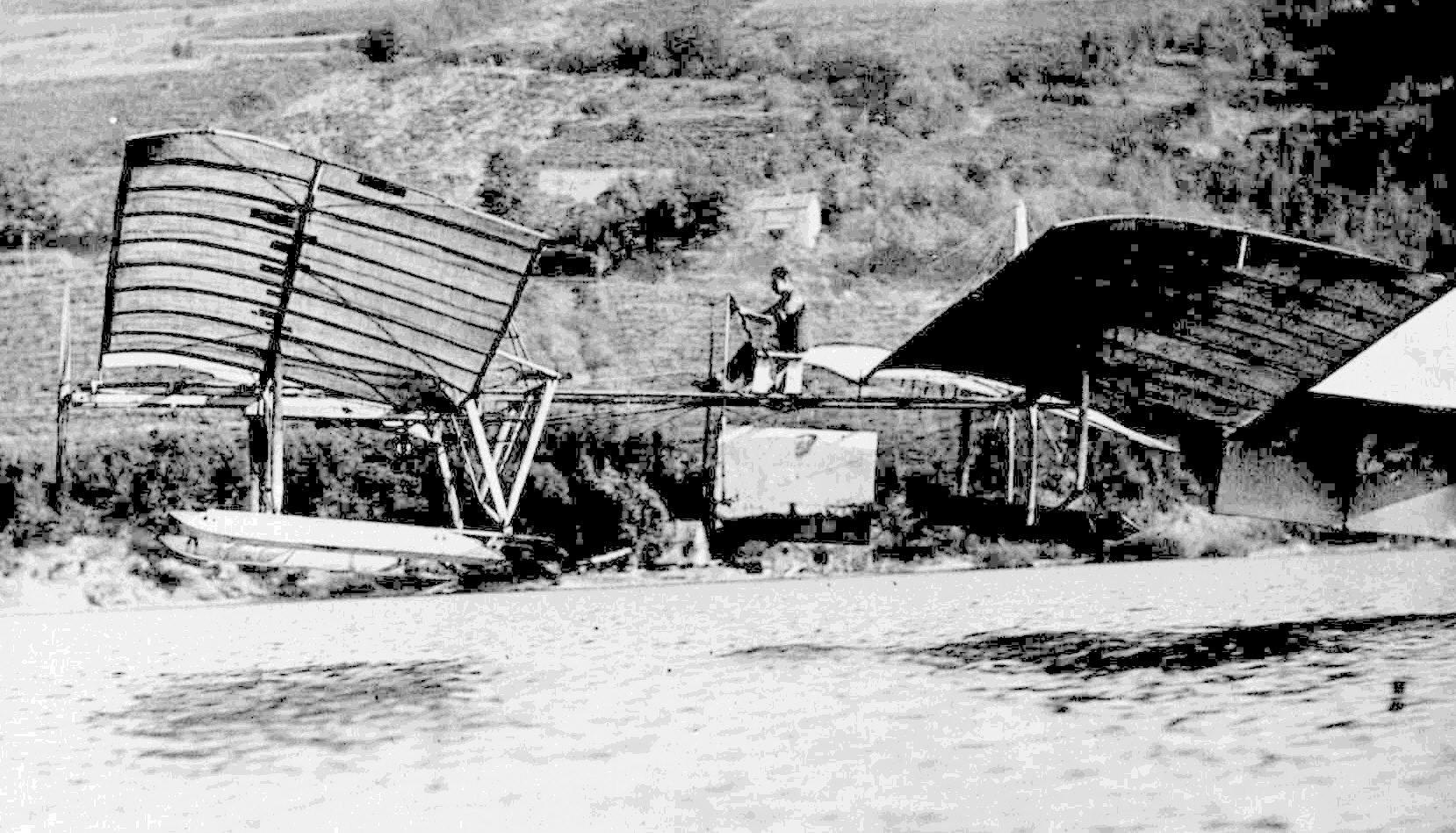
1914년 첫 비행에 성공한 Aerodrome.

스미소니언은 이를 통해 랭리의 항공학적 평판을 높이기를 원했고, 커티스 역시 라이트 형제와의 특허권에서 승소하기 하려고 했다. 시험비행은 특허분쟁에 아무런 영향을 주지 못했지만, 스미소니언은 랭리의 평판을 드높이며 Aerodrome을 자랑스럽게 박물관에 전시했다. 연구소는 커티스가 이 비행에 참여했다는 사실을 밝히지 않았지만, 오빌 라이트는 그의 동생 로린과 시험비행을 목격하고 사진촬영을 했던 친한 친구 Griffith Brewer를 통해 소식을 듣게 되었다.
오빌은 Aerodrome의 실패를 다시 한번 표명했지만 스미소니언은 양보하지 않았다. 오빌은 1928에 스미소니언에 복원된 키티 호크 플라이어(플라이어 1호)를 기부하기를 거부하고 London Science Museum에 빌려주었고, 스미소니언은 여전히 첫 비행을 악용했다. 그 후 오빌은 자신의 발명품이 다시 미국으로 돌아오는 것을 보지 못하고 죽었다. Charles Lindbergh가 싸움을 중재하려고 시도했지만 효과는 없었다. 1942년, 라이트 형제의 전기를 쓴 Fred C. Kelly와 대중들의 평판에 의해 스미소니언은 1914년에 있었던 비행 기록과 왜곡한 발표 내용을 시인했다. 이후 오빌은 영국 박물관에 플라이어 1호를 다시 돌려보낼 것을 요청했으나 2차 세계 대전 중이라 이동할 수 없었으므로 오빌이 죽은 후에 돌아올 수 있었다.
1948년 11월 23일, 오빌의 재산 수행원들은 플라이어 1호를 1달러에 스미소니언에게 양도한다는 계약을 체결했다. 또한 수행원들의 요구에 따라 항공기 전시를 위한 염격한 관리를 포함했다.

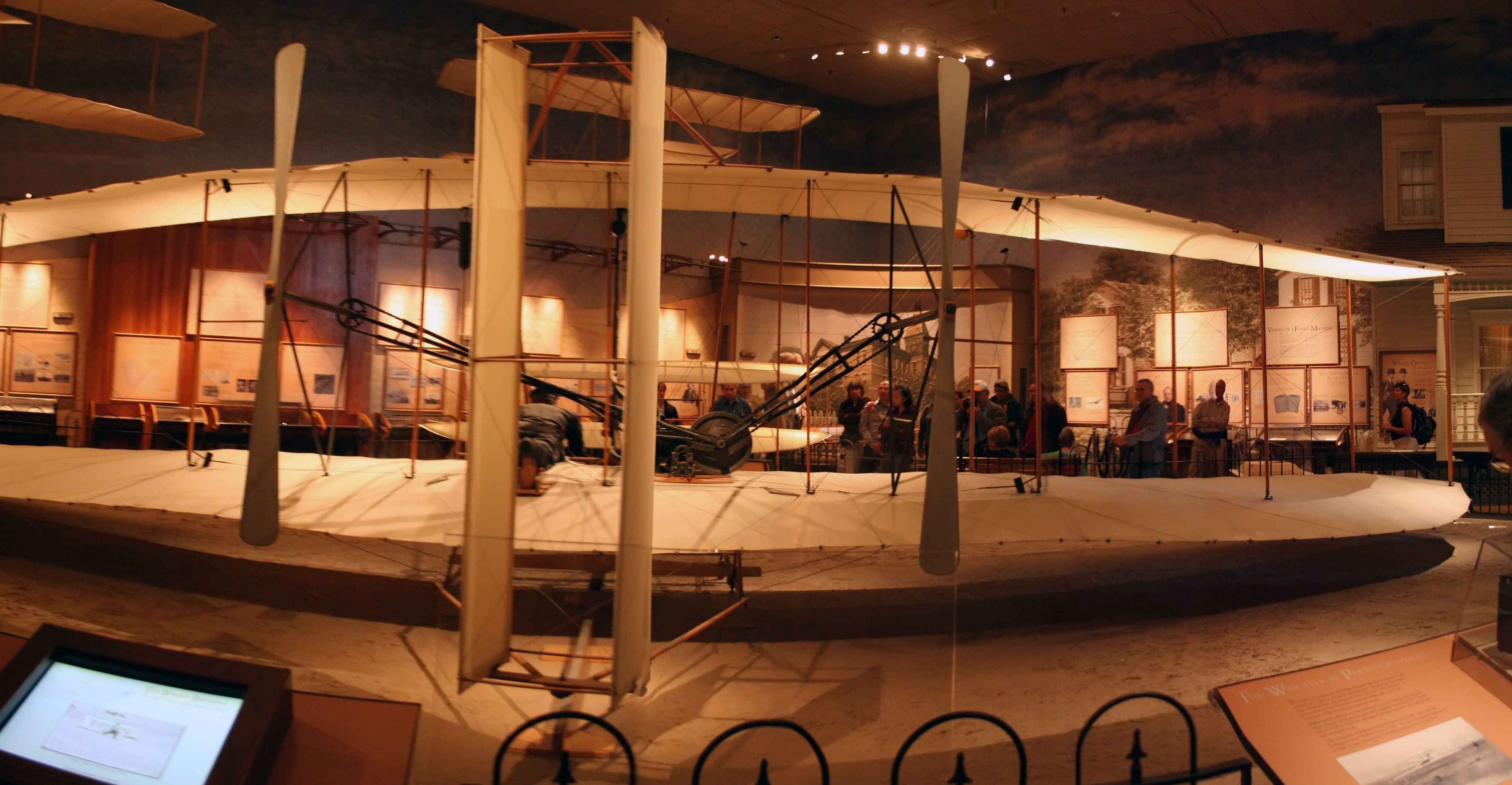
1903년 제작된 플라이어 1호의 원형기. 워싱턴 D.C에 위치한 스미소니언 국립 항공우주박물관에 전시중이다.

이후 스미소니언 박물관에서 기념식이 열린 뒤 플라이어 1호는 첫 비행 3주년이 되는 1948년 12월 17일부터 전시되었다.
소년 시절 라이트 형제의 자전거 가게에서 글라이더와 플라이어를 보고 자란 형제의 조카(로린의 아들)이 한 연설은 항공기와 함께 전시되고 있다.

## 말년

### 윌버
두 형제 모두 결혼하지 않고 평생 독신으로 살았다. 윌버는 “부인과 항공기 모두를 위한 시간은 없다”라고 말했다. 1912년 4월 보스턴으로 사업 출장을 다녀온 뒤로 병이 들었다. Dayton으로 돌아온 뒤 윌버는 장티푸스형 열에 시달렸다. 윌버는 이후 의식이 왔다 갔다 하다가 5월 30일, 라이트가의 집에서 45세의 나이로 사망했다. 그의 아버지 Wilton은 다이어리에 아들 윌버에 대해 이렇게 적었다. “짧은 인생, 수 많은 결과. 지지 않는 지력, 조용한 태도, 굉장한 자신감과 겸손, 옳은 것을 바로 볼 줄 알고 끊임없이 가치를 추구했고, 그는 그런 인생을 살았고 죽었다.”

### 오빌

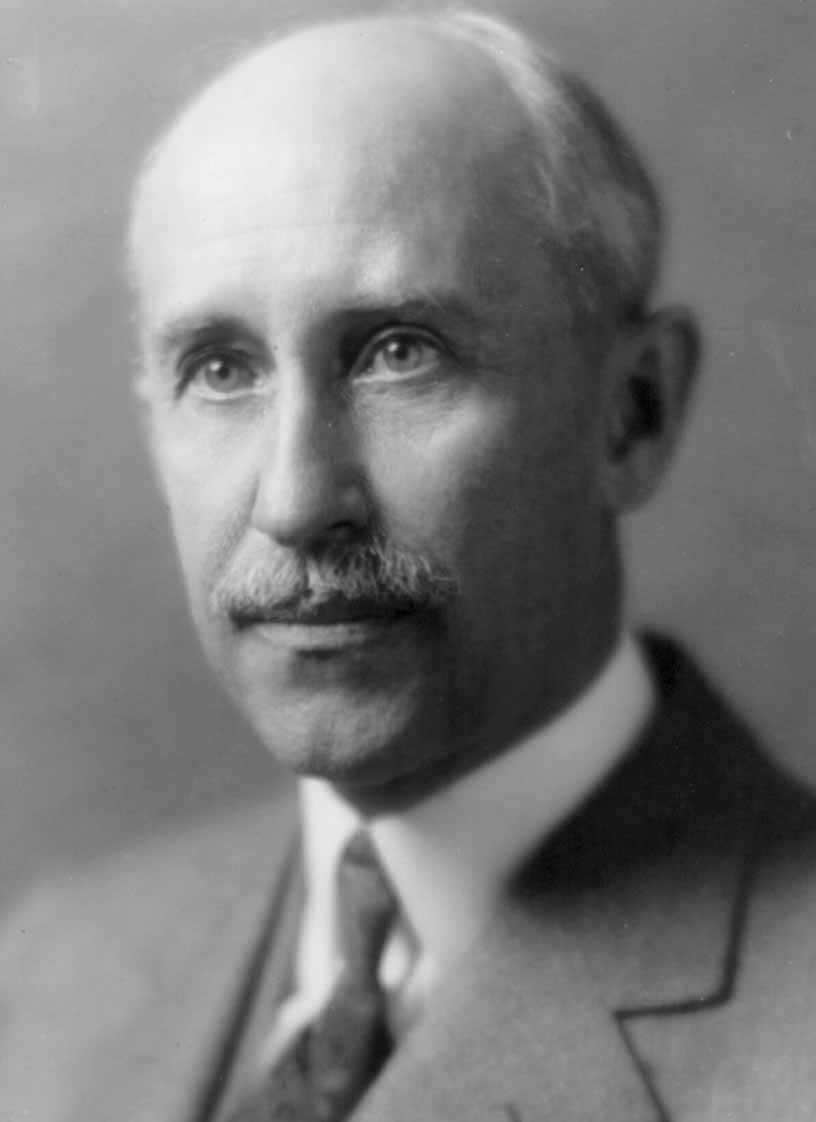
1928년, 오빌 라이트

오빌은 윌버가 죽은 후 라이트 회사의 회장직을 성공적으로 수행했다. 윌버의 싫증을 함께 나누면서도 형제의 수행능력을 나누지 않고 1915년에 회사를 매각했다. 후에 오빌은 캐서린, 아버지와 함께 오하이오 주의 오크우드, Hawthorn Hill의 부유하게 지어진 맨션으로 이사했다. 아버지 Milton Wright는 1917년 잠자던 중에 평화롭게 세상을 떠났다. 오빌은 1911년 모델 B를 타고 1918년 마지막 비행을 했다. 오빌은 사업에서 은퇴하여 다양한 단체와 모임의 원로, National Aeronautics and Space Administration(NASA)의 전임자와 Aeronautical Chamber of Commerce(ACCA), Aerospace Industries Association(AIA) 그리고 National Advisory Committee for Aeronautics(NACA)의 고문을 맡기도 했다. 캐서린은 1926년 Orberlin의 교우였던 캔자스 시티의 Henry Haskell과 결혼했는데, 오빌은 굉장히 실망했다. 오빌은 캐서린의 결혼식 참석은 물론 그녀와의 대화조차도 거부했다. 1929년 그녀가 폐렴으로 죽기 전에 로린의 고집으로 오빌은 그녀와 보게 되었다.
오빌은 NACA에서 28년 동안 일했다. 1930년, 오빌 라이트는 1928년 Daniel Guggenheim 재단이 항공발전에 대하여 수여하는 Daniel Guggenheim의 첫 번째 수여자가 되었다. 1936년, 오빌은 National Academy of Sciences의 회원으로 선출되었다.
1944년 4월 19일, Howard Hughes와 TWA의 회장이었던 Jack Frye가 조종한 Lockheed Constellation의 두 번째 생산품이 6시간 57분의 기록으로 캘리포니아의 Burbank에서 출발하여 워싱턴 D.C에 도착하였다. 돌아오는 길에, 비행기는 오빌 라이트에게 마지막 비행을 주기 위해 라이트 비행장에 착륙했다. 오빌은 잠깐 동안 조종을 하기도 했다. 오빌은 콘스탈레이션의 날개 폭이 자신의 첫 비행의 비행거리보다 길다고 덧붙였다. 오빌의 인생에서 마지막 하일라이트는 아마도 1903 플라이어 1호 옆에 전시되어 있는 1905 플라이어 3호의 보존을 지켜보는 것이었을지도 모른다.
오빌은 1948년 1월 30일 두 번째 심장마비 이후에 죽었으며, 그는 말을 타고 다니던 시절부터 초음속 비행의 시작까지 살았다. 오빌은 라이트 형제의 첫 비행을 촬영했던 해안경비대 John T. Daniels가 죽은 다음날 사망했다. 두 형제 모두 사후 오하이오주 Dayton의 Woodland Cemtery의 안치되었다.

## 영화 속의 라이트 형제
- 청룽(성룡)이 제작한 영화 《80일간의 세계일주》에서 미국여행 이야기에 라이트 형제가 나온다. 비행기를 발명하기전 자전거 수리 일을 하던 시절의 라이트 형제가 잠깐 나오는 것.

## 같이 보기
- en:Gustave Whitehead#Honors